# 20. Januar
Der 20. Januar (auch 20. Jänner) ist der 20. Tag des gregorianischen Kalenders, somit bleiben 345 Tage (in Schaltjahren 346 Tage) bis zum Jahresende.

## Ereignisse

### Politik und Weltgeschehen
- 0649: Der betagte Westgoten-König Chindaswinth erhebt seinen Sohn Rekkeswinth zum Mitregenten, um die gewünschte Nachfolge zu sichern.
- 1265: Simon V. de Montfort zwingt den englischen König Heinrich III., ein Parliament einzuberufen, dem erstmals auch Bürgerliche angehören – ein Vorläufer des Unterhauses.

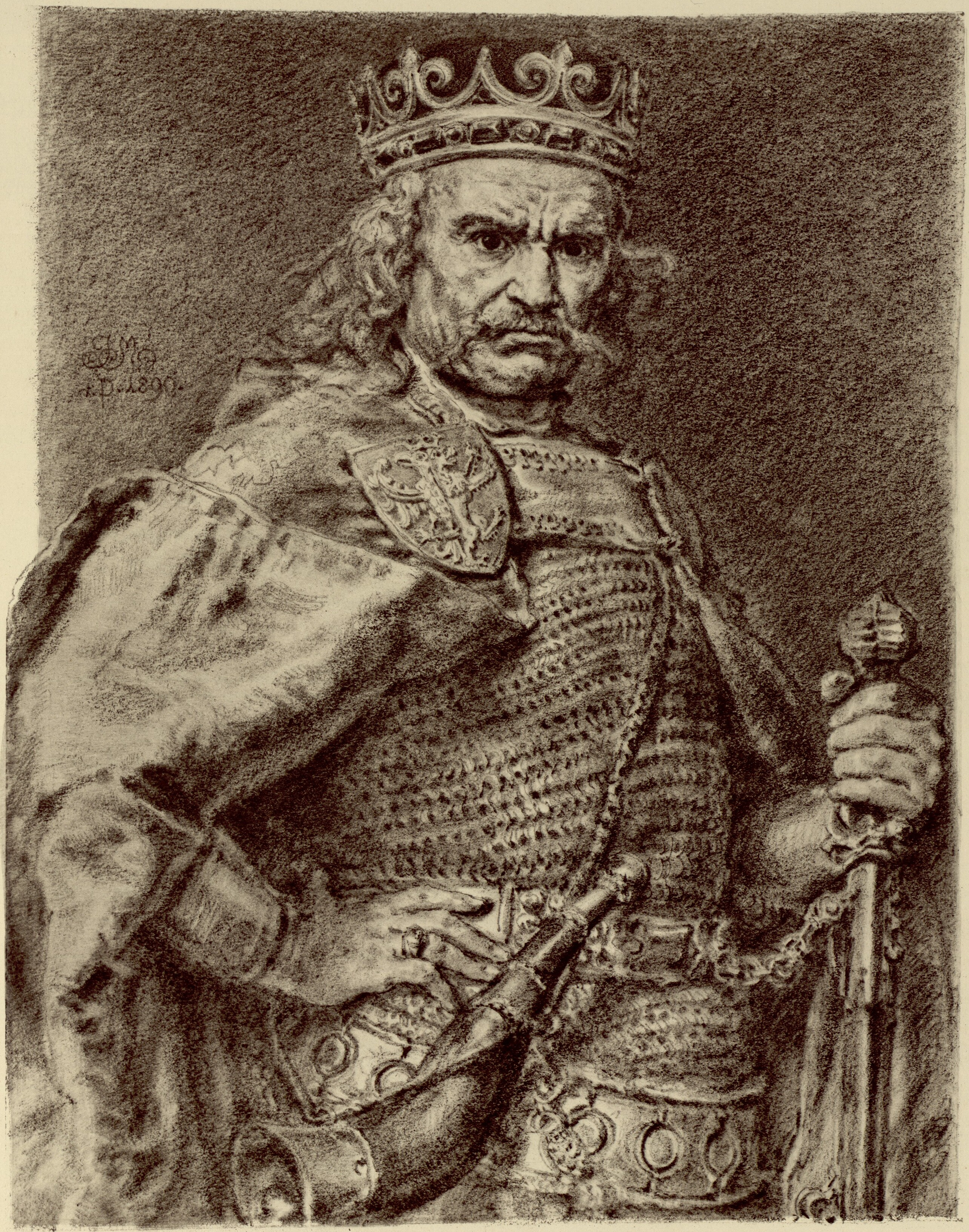
1320: Wladyslaw I.

- 1320: In Krakau wird Władysław I. Ellenlang zum polnischen König gekrönt.
- 1356: Edward Balliol verzichtet zugunsten Davids II. auf Thronansprüche als König von Schottland. Dafür erhält er vom englischen König Eduard III. eine Rente.
- 1523: Nach dem Verlust der schwedischen Königskrone an Gustav I. Wasa wird König Christian II. nun auch zur Abdankung als König von Dänemark und Norwegen gezwungen.
- 1567: Die am 1. November 1555 von Nicolas Durand de Villegagnon gegründete französische Kolonie France Antarctique zwischen den heutigen Städten Rio de Janeiro und Cabo Frio wird von den Portugiesen unter Estácio de Sá zerschlagen.
- 1613: Der Frieden von Knäred beendet den seit 1611 andauernden Kalmarkrieg zwischen Dänemark und Schweden. Schweden verliert die Finnmark und zahlt eine Million Reichstaler, um die Festung Älvsborg behalten zu können.
- 1649: In England beginnt nach seiner Niederlage im Englischen Bürgerkrieg der Hochverratsprozess gegen König Karl I. vor dem Rumpfparlament auf Betreiben Oliver Cromwells.

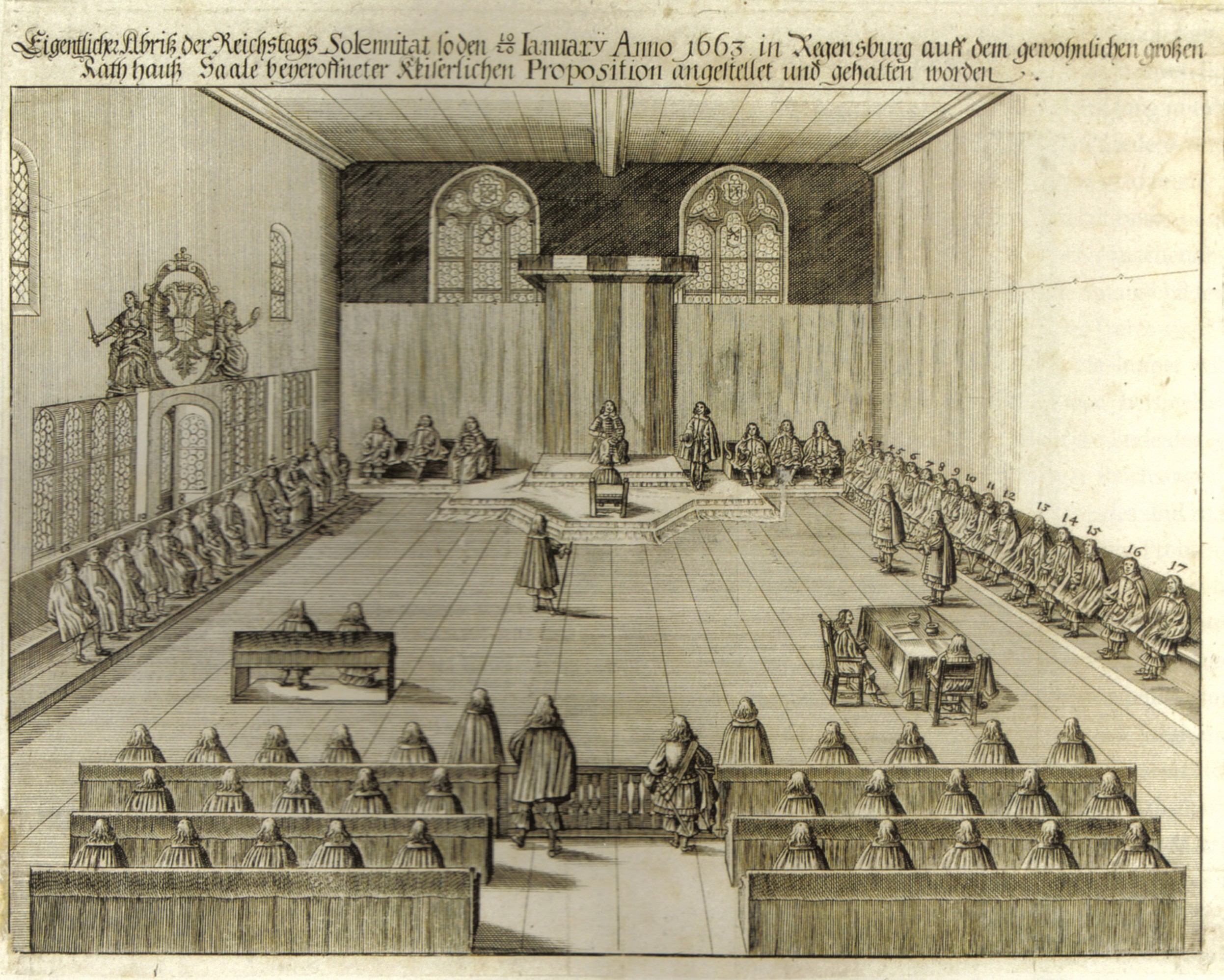
1663: Immerwährender Reichstag

- 1663: In Regensburg beginnt zur Beratung der Bedrohung durch das Osmanische Reich ein Reichstag, aus dem der Immerwährende Reichstag hervorgehen wird.
- 1745: Der Tod des römisch-deutschen Kaisers Karl VII. bringt im Kurfürstentum Bayern seinen Sohn Maximilian III. Joseph an die Macht. Als Kaiser folgt dem Verstorbenen am 13. September Franz I. Stephan nach.
- 1812: Eine britisch-portugiesische Armee unter dem Kommando Arthur Wellesleys beendet während der Napoleonischen Kriege auf der Iberischen Halbinsel die Belagerung von Ciudad Rodrigo mit dem Erstürmen der von den Franzosen gehaltenen Festung.
- 1839: In der Schlacht von Yungay im Peruanisch-Bolivianischen Konföderationskrieg besiegt General Agustín Gamarra mit seinen Truppen und der Hilfe Chiles das Heer der Allianz aus Peru und Bolivien unter Andrés de Santa Cruz, der damit sein Amt als Protektor der peru-bolivischen Republik verliert. General Gamarra wird erneut Präsident Perus.
- 1841: Großbritannien besetzt im Ersten Opiumkrieg gegen China die Insel Hongkong.

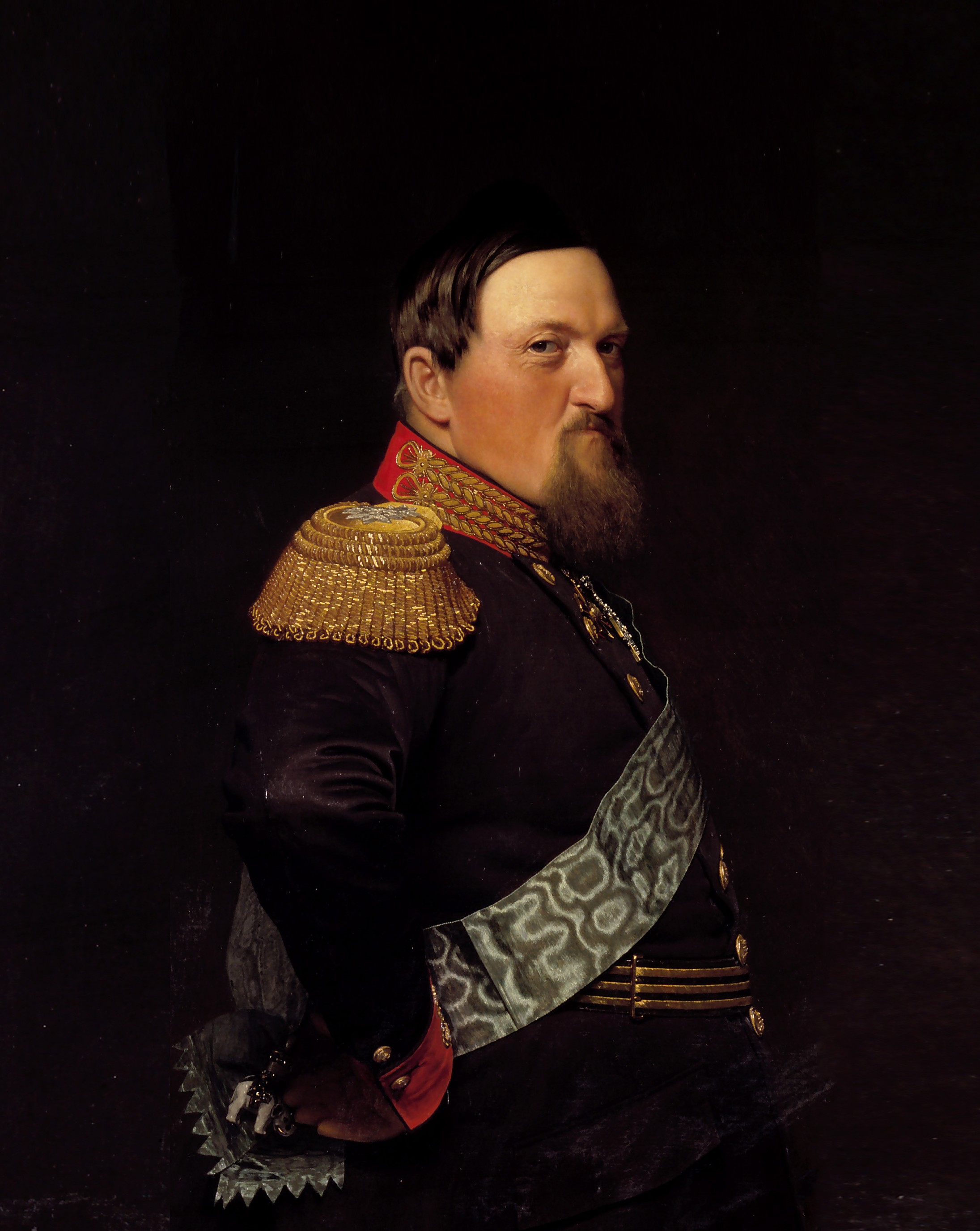
1848: Friedrich VII. von Dänemark

- 1848: In Dänemark verkündet König Friedrich VII. die Einführung der parlamentarischen Monarchie.
- 1874: Mit dem Vertrag von Pangkor zwischen Großbritannien und dem Raja Abdullah von Perak beginnt der britische Einfluss auf malaiische Staaten.
- 1922: Der im Ersten Weltkrieg gegründete pazifistische Bund Neues Vaterland, dem unter anderem Albert Einstein, Stefan Zweig und Ernst Reuter angehören, wird in Anlehnung an das französische Vorbild Französische Liga für Menschenrechte in Deutsche Liga für Menschenrechte umbenannt.

1934: DAF (Fabrikfahne)

- 1934: Mit dem Gesetz zur Ordnung der nationalen Arbeit wird nachträglich die im Vorjahr erfolgte Gründung der nationalsozialistischen Deutschen Arbeitsfront formal legitimiert. In den Wirtschaftsunternehmen wird damit das Führerprinzip eingeführt. Ihrem Vorgesetzten gegenüber werden Mitarbeiter zu absolutem Gehorsam verpflichtet.
- 1936: Mit dem Tod Georgs V. wird dessen ältester Sohn Eduard VIII. britischer König.
- 1937: Zu Beginn seiner zweiten Amtszeit als US-Präsident legt Franklin D. Roosevelt seinen Amtseid ab. Seitdem werden alle regulär gewählten Präsidenten an diesem Tag statt wie zuvor am 4. März in ihr Amt eingeführt.

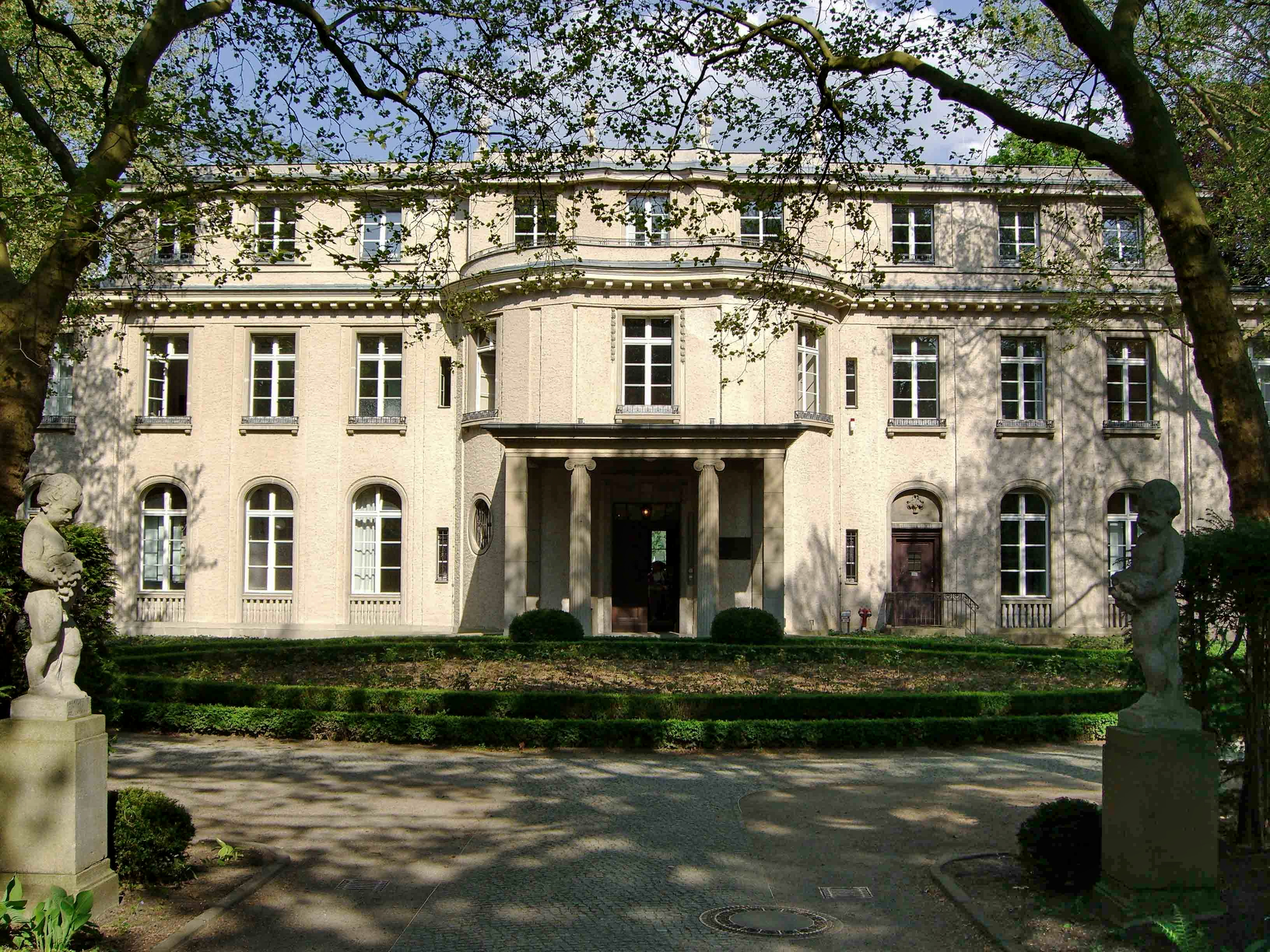
1942: Villa der Wannseekonferenz

- 1942: Am Großen Wannsee in Berlin findet eine von Reinhard Heydrich einberufene Konferenz statt, bei der über organisatorische Fragen einer „Endlösung der Judenfrage“, den Holocaust, beraten wird. Protokollführer der Konferenz ist Adolf Eichmann.
- 1945: Franklin D. Roosevelt, der 32. US-Präsident, wird als einziger Amtsinhaber zum vierten Mal vereidigt.

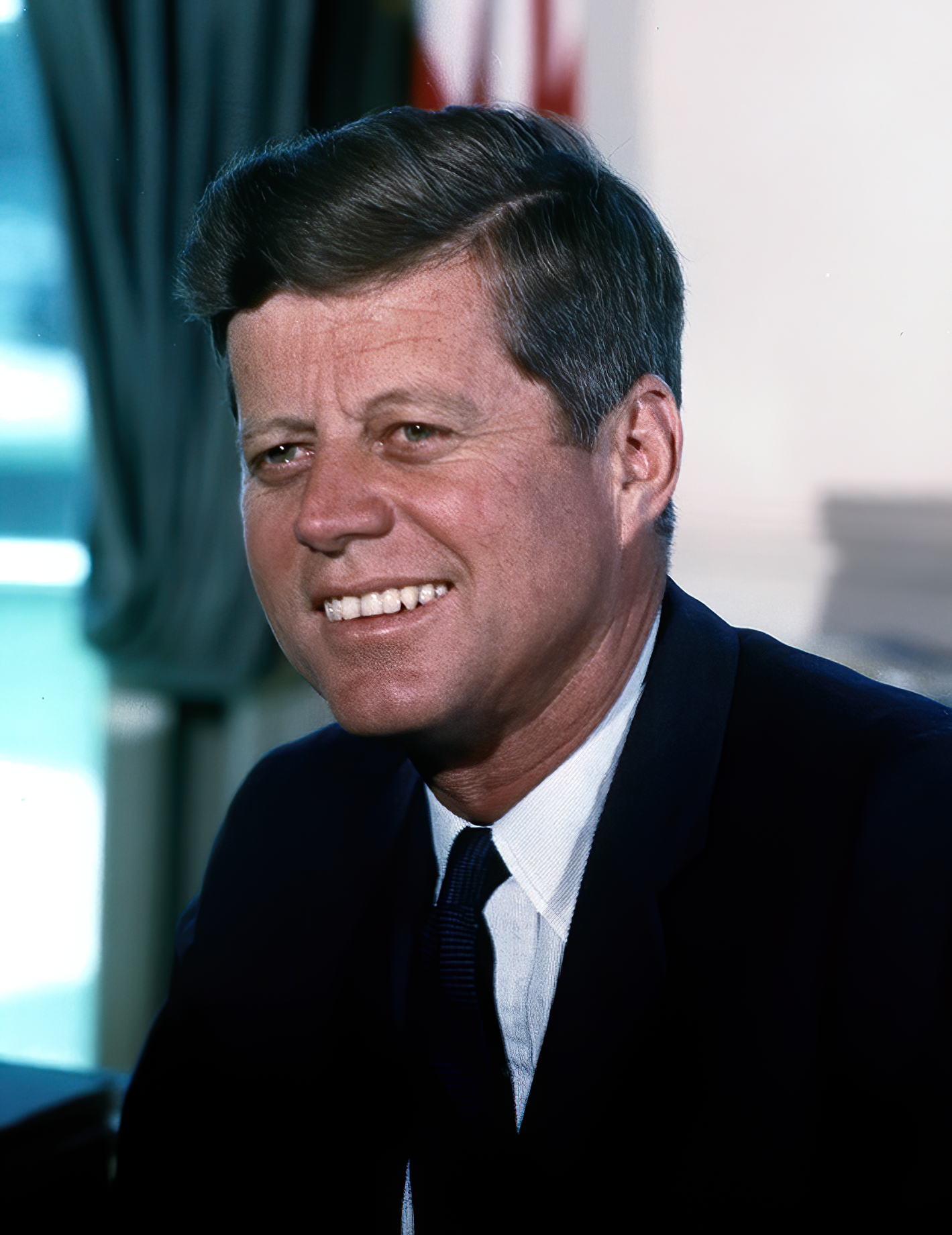
1961: John F. Kennedy

- 1961: Dwight D. Eisenhower übergibt das Amt des US-Präsidenten an John F. Kennedy.
- 1961: Aus einem Treffen in Madrid zwischen Jean-Jacques Susini, General Raoul Salan und Pierre Lagaillarde entsteht die OAS, die französische Untergrundbewegung in der Endphase des Algerienkriegs. Durch Terroraktionen will sie die sich abzeichnende Unabhängigkeit Algeriens konterkarieren.
- 1969: Mit Ellinor von Puttkamer wird die erste Frau in der Geschichte des Diplomatischen Dienstes der Bundesrepublik Deutschland Botschafterin. Sie leitet die deutsche Vertretung beim Straßburger Europarat.
- 1972: In Indien wird das Gebiet der North-East Frontier Agency in ein Unionsterritorium mit dem Namen „Arunachal Pradesh“ umgewandelt. 1987 wird dieses ein vollgültiger indischer Bundesstaat.
- 1973: Amílcar Cabral, die prägende Persönlichkeit des Unabhängigkeitskampfes in Guinea-Bissau und Kap Verde, wird in Conakry ermordet.
- 1976: Im Libanesischen Bürgerkrieg verüben Palästinenser- und muslimische Milizen das Massaker von Damur, wobei mutmaßlich etwa 330 Menschen getötet werden. Es ist die Reaktion auf das Massaker von Karantina durch Phalangisten an mehreren Hundert Zivilisten zwei Tage davor.
- 1981: Mit der Freilassung der in der US-amerikanischen Botschaft festgehaltenen Geiseln endet die 444 Tage andauernde Geiselnahme von Teheran.
- 1990: Die Deutsche Soziale Union wird in Leipzig gegründet.
- 1990: In Baku wird die aserbaidschanische Unabhängigkeitsbewegung gewaltsam niedergeschlagen (Schwarzer Januar).
- 1996: Jassir Arafat wird zum Präsidenten der Palästinensischen Autonomiebehörde gewählt.
- 2001: Nach einem Korruptionsskandal um den letzten Präsidenten Joseph Estrada wird die umstrittene Gloria Macapagal-Arroyo als Staatspräsidentin auf den Philippinen vereidigt.

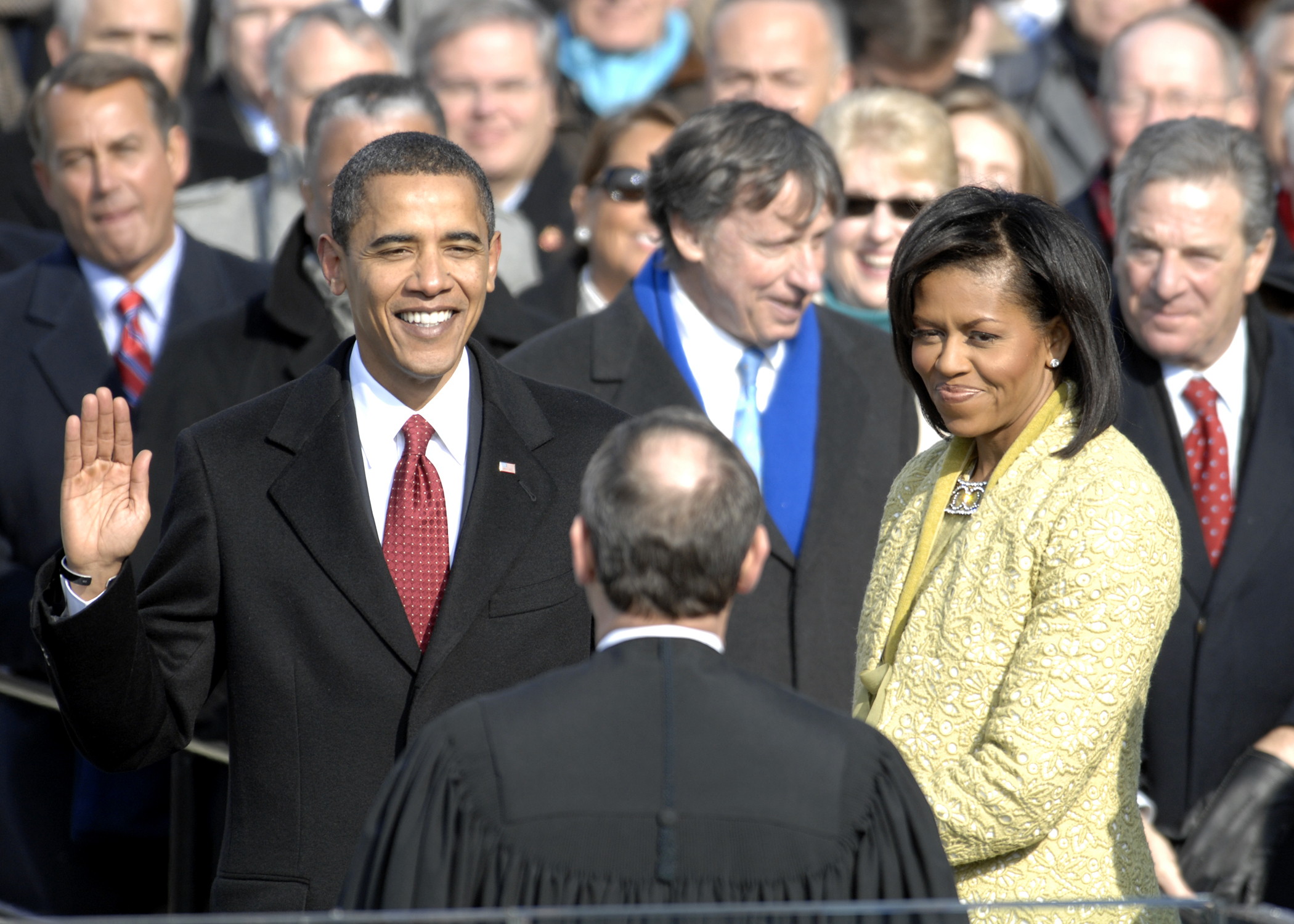
2009: Vereidigung Barack Obamas

- 2009: Der am 4. November des Vorjahres gewählte Demokrat Barack Obama wird von Chief Justice of the United States John Roberts als erster Afroamerikaner zum Präsidenten der Vereinigten Staaten vereidigt.
- 2013: In der ersten landesweiten Volksbefragung spricht sich die Bevölkerung für die Beibehaltung der Wehrpflicht in Österreich aus.
- 2017: Der am 8. November des Vorjahres gewählte Republikaner und Unternehmer Donald Trump wird zum 45. US-Präsidenten vereidigt.
- 2021: Der am 3. November des Vorjahres gewählte Demokrat Joe Biden wird zum US-Präsidenten vereidigt.
- 2025: Der am 5. November des Vorjahres zum zweiten Mal gewählte Donald Trump wird zum 47. US-Präsidenten vereidigt.

### Wirtschaft
- 1404: Eine in einem Kloster unweit von Arnstadt in Thüringen ausgestellte Urkunde gilt als Ersterwähnung der Thüringer Rostbratwurst.

- 1503: In Sevilla entsteht die den Handel mit den spanischen Kolonien regelnde Behörde Casa de Contratación.

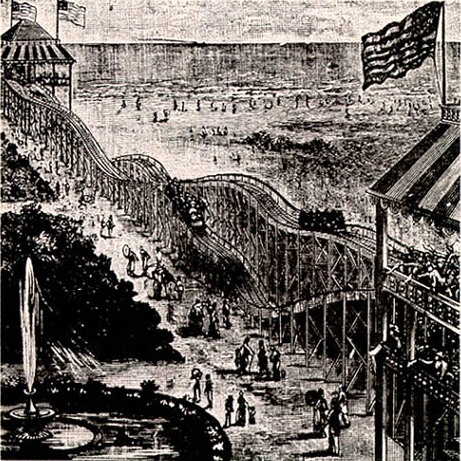
1885: Thompsons Switchback Railway

- 1885: Der US-Amerikaner LaMarcus Adna Thompson lässt die erste realisierte Achterbahn patentieren.
- 1998: Der mutmaßlich witterungsbedingte Ausfall einer alten Stromleitung beschwört in der Folgezeit eine Stromkrise in der Innenstadt von Auckland herauf. Erst nach fünf Wochen ist dort die Versorgung mit elektrischer Energie vollständig, aber provisorisch wiederhergestellt.

### Wissenschaft und Technik
- 1699: Ludwig XIV. gibt der 1666 von Jean-Baptiste Colbert gegründeten, bislang informellen Académie des sciences ihr erstes Reglement. Sie erhält den Titel einer Académie royale und wird im Louvre angesiedelt.
- 1778: James Cook landet auf Kauaʻi (Hawaii).
- 1819: In Frankfurt am Main wird unter maßgeblichem Einfluss des Reichsfreiherrn Heinrich Friedrich Karl vom und zum Stein die wissenschaftliche Gesellschaft für Deutschlands ältere Geschichtskunde gegründet. Sie ediert in den Folgejahren die Monumenta Germaniae Historica.

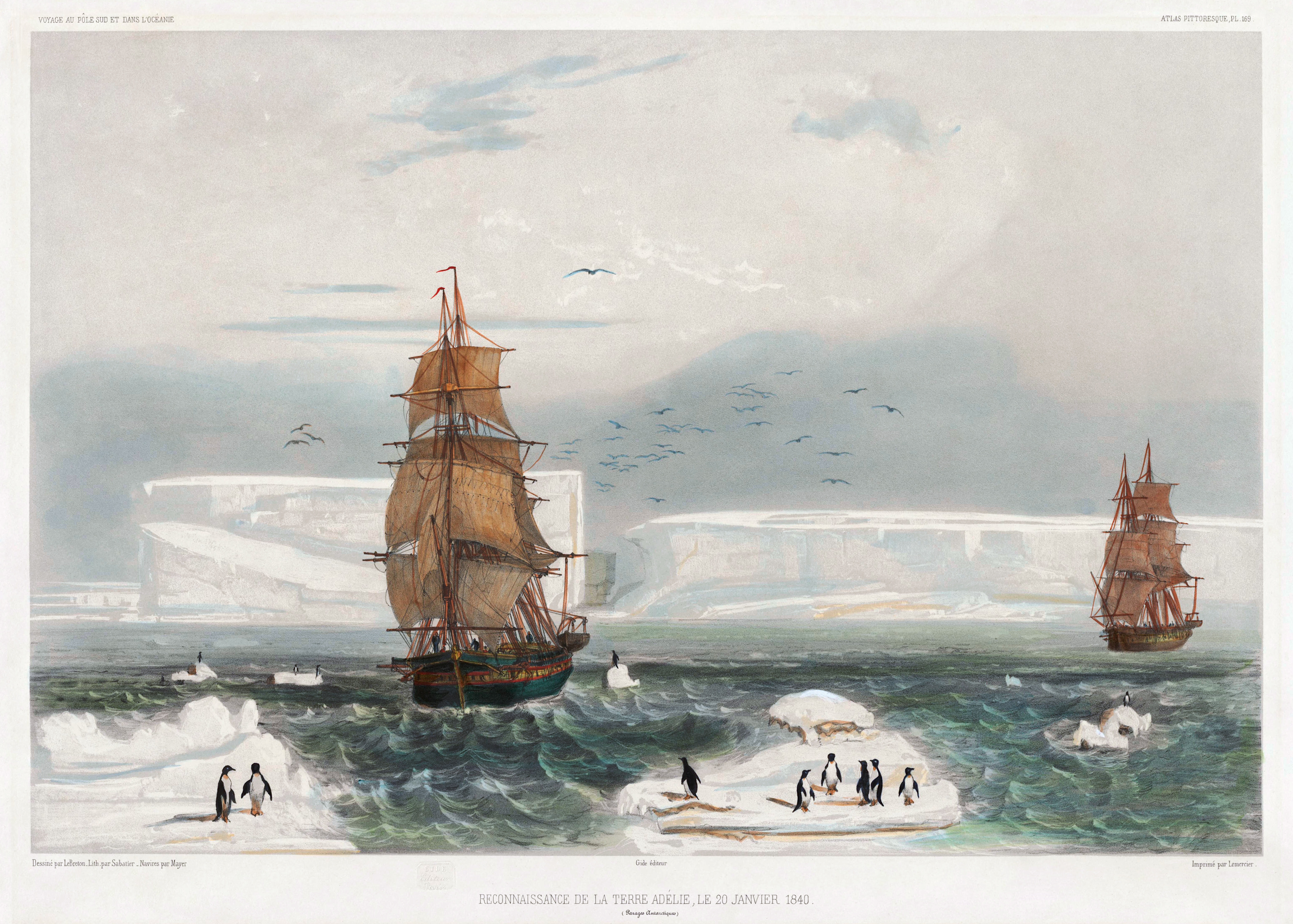
1840: Entdeckung von Adélieland

- 1840: Eine von Jules Dumont d’Urville angeführte französische Antarktisexpedition entdeckt Adélieland.
- 1959: Der Erstflug der Vickers Vanguard findet statt. Sie wird das letzte große europäische Passagierflugzeug mit Propellerantrieb sein.

- 1995: Zwischen Le Havre und Honfleur wird nahe der Seinemündung die Schrägseilbrücke Pont de Normandie eingeweiht, die Brücke mit der größten Spannweite in Europa.

### Kultur
- 1714: In Rom findet die Uraufführung der Oper Amor d'un ombra e gelosia d'un aura (Liebe eines Schattens und Eifersucht einer Morgenröte) von Domenico Scarlatti statt.

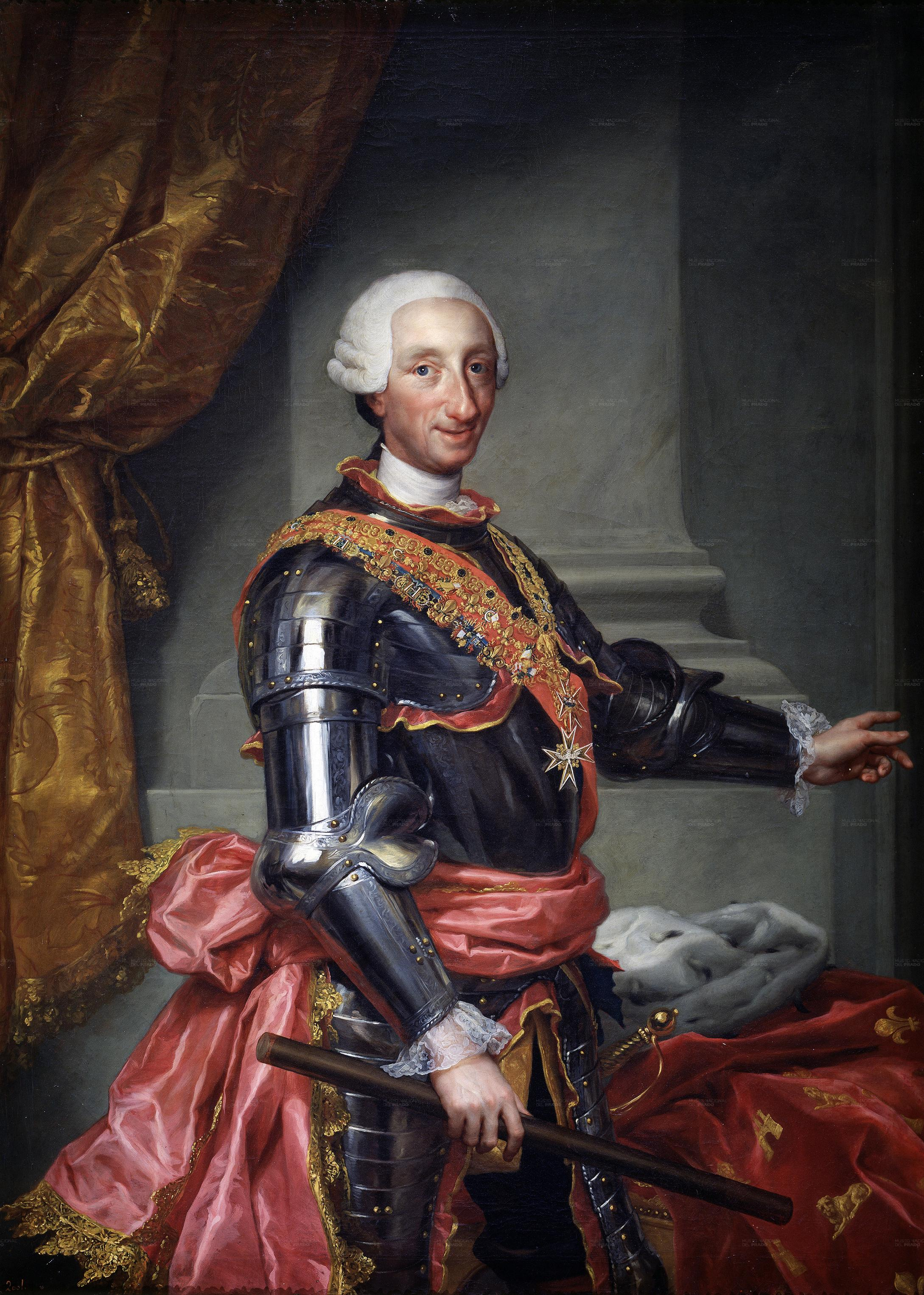
1752: Bauherr Karl III. von Neapel und Sizilien

- 1752: Am Geburtstag von König Karl III. erfolgt in Caserta die Grundsteinlegung für den Bau des königlichen Palastes, der zukünftigen Residenz der Bourbonen im Königreich beider Sizilien. Architekt des Bauwerks ist Luigi Vanvitelli.
- 1762: Am Teatro San Carlo in Neapel erfolgt die Uraufführung der Oper Alessandro nell’Indie von Johann Christian Bach.
- 1783: Das musikalische Drama Tancredi von Ignaz Holzbauer wird in München uraufgeführt.
- 1830: Am Theater am Kärntnertor in Wien erfolgt die Uraufführung der Operette Baron Luft von Conradin Kreutzer.
- 1851: Am Stadttheater in Frankfurt am Main wird die komische Oper Die Opernprobe oder Die vornehmen Dilettanten von Albert Lortzing uraufgeführt, während der Komponist in Berlin im Sterben liegt.
- 1892: Die lyrische Oper La Wally von Alfredo Catalani auf ein Libretto von Luigi Illica nach dem Roman Geierwally von Wilhelmine von Hillern wird am Teatro alla Scala in Mailand uraufgeführt.

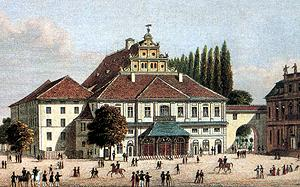
1902: Das Hoftheater vor dem Brand

- 1902: Das Königliche Hoftheater in Stuttgart brennt nieder.
- 1904: Am Carltheater in Wien erfolgt die Uraufführung der Operette Der Göttergatte von Franz Lehár.
- 1934: An der Wiener Staatsoper wird die Operette Giuditta von Franz Lehár unter der Leitung des Komponisten uraufgeführt. Das Libretto stammt von Paul Knepler und Fritz Löhner-Beda. In der Titelrolle ist Jarmila Novotná zu sehen, die männliche Hauptrolle singt Richard Tauber.
- 1957: Am Staatstheater am Gärtnerplatz in München wird das Musical Katharina Knie von Mischa Spoliansky nach dem gleichnamigen „Seiltänzerstück“ von Carl Zuckmayer uraufgeführt. Hans Albers spielt in diesem Stück seine letzte Bühnenrolle.
- 1966: Am Schauspielhaus Zürich wird Friedrich Dürrenmatts Schauspiel Der Meteor uraufgeführt.

### Gesellschaft
- 1969: Zwei Bewaffnete dringen in ein Munitionsdepot der Bundeswehr im saarländischen Lebach ein und verüben den Aufsehen erregenden Soldatenmord von Lebach. Die Täter werden später nach einem Fahndungsaufruf in der ZDF-Sendung Aktenzeichen XY … ungelöst festgenommen.
- 2009: Beim Untergang der Segelyacht Taube vor der Westküste Marokkos kommen sechs der sieben Besatzungsmitglieder ums Leben.

### Religion
- 0250: Fabianus, der Bischof von Rom, wird Märtyrer der Christenverfolgungen im Römischen Reich unter Kaiser Decius.

### Katastrophen
- 1887: An der brasilianischen Küste kollidiert das britische Auswandererschiff Kapunda mit der Bark Ada Melmore und sinkt innerhalb von fünf Minuten. Von den 313 Menschen an Bord kommen 297 ums Leben, darunter alle Frauen und Kinder.

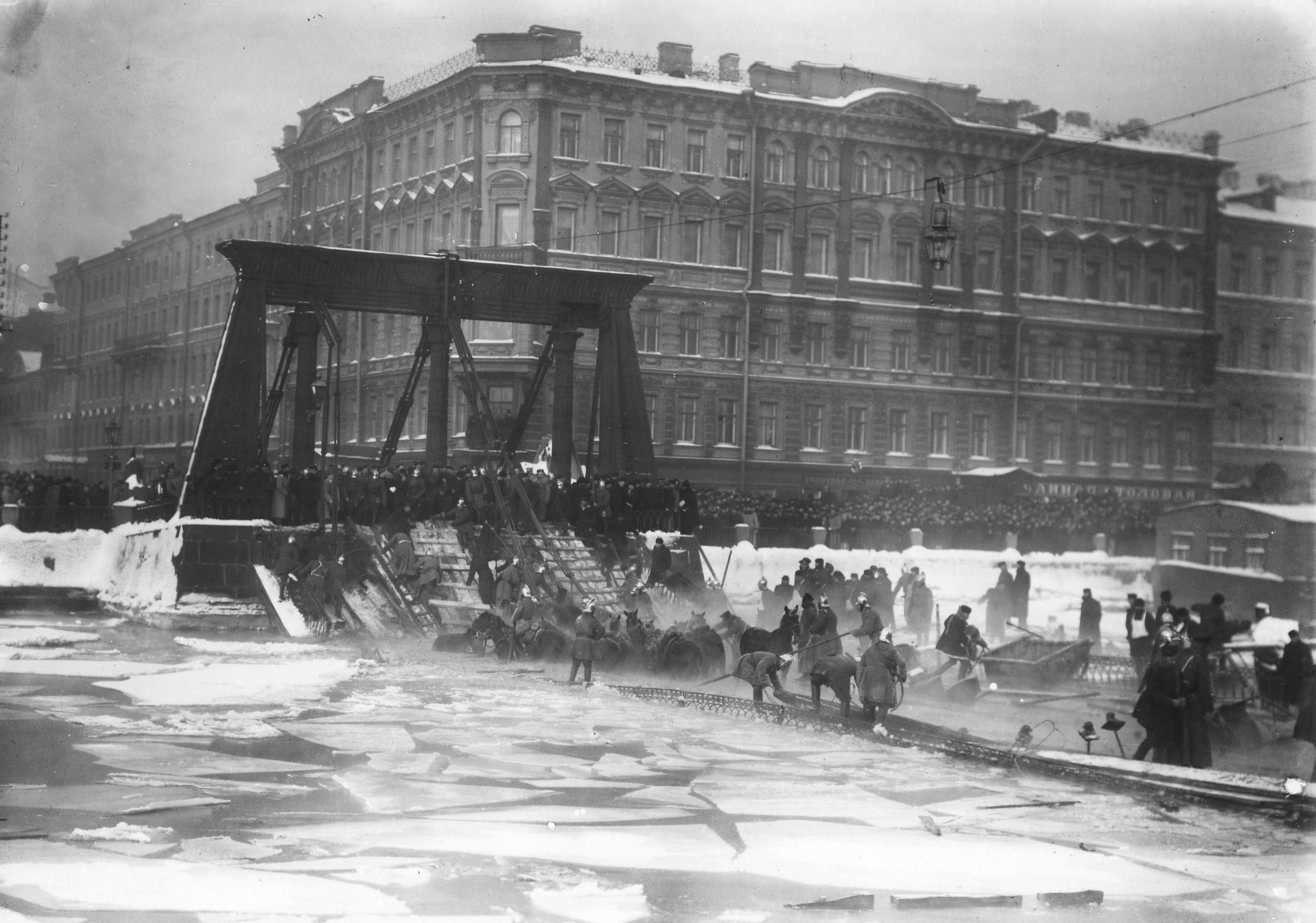
1905: Die Ägyptische Brücke nach ihrem Einsturz

- 1905: In Sankt Petersburg stürzt die Ägyptische Brücke, ein Bauwerk aus dem ersten Drittel des 19. Jahrhunderts, ein. Ein Tragseil reißt, als eine Kavallerie-Schwadron die Kettenbrücke überquert. Alle 60 in den Fluss Fontanka gestürzten Soldaten werden gerettet, mehrere Pferde verenden.

Kleinere Unglücksfälle sind in den Unterartikeln von Katastrophe und in der Liste von Katastrophen aufgeführt.

### Natur und Umwelt

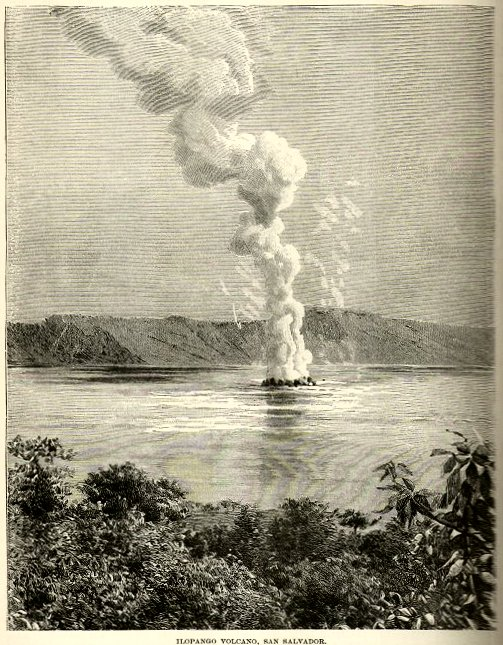
1880: Die Entstehung der Islas Quemadas

- 1880: Nach einem Erdbeben taucht im Ilopango-See im Vulkan Ilopango in San Salvador eine Insel auf.

### Sport
- 1892: Das erste Basketballspiel findet nach den Regeln des Erfinders James Naismith in Springfield, Massachusetts statt.
- 1966: In Berlin-Köpenick wird der Fußballverein 1. FC Union Berlin gegründet, nachdem sich der FDGB-Vorsitzende Herbert Warnke für einen zivilen Verein der Werktätigen eingesetzt hat.
- 1966: In Leipzig entsteht der 1. FC Lokomotive Leipzig als Nachfolger des SC Leipzig.
- 1968: Im ersten landesweit im TV übertragenen College-Basketballspiel der Geschichte schlägt Elvin Hayes’ University of Houston die University of California, Los Angeles mit Kareem Abdul-Jabbar 71:69.

Einträge von Leichtathletik-Weltrekorden befinden sich unter der jeweiligen Disziplin unter Leichtathletik.

## Geboren

### Vor dem 18. Jahrhundert
- 0225: Gordian III., römischer Kaiser

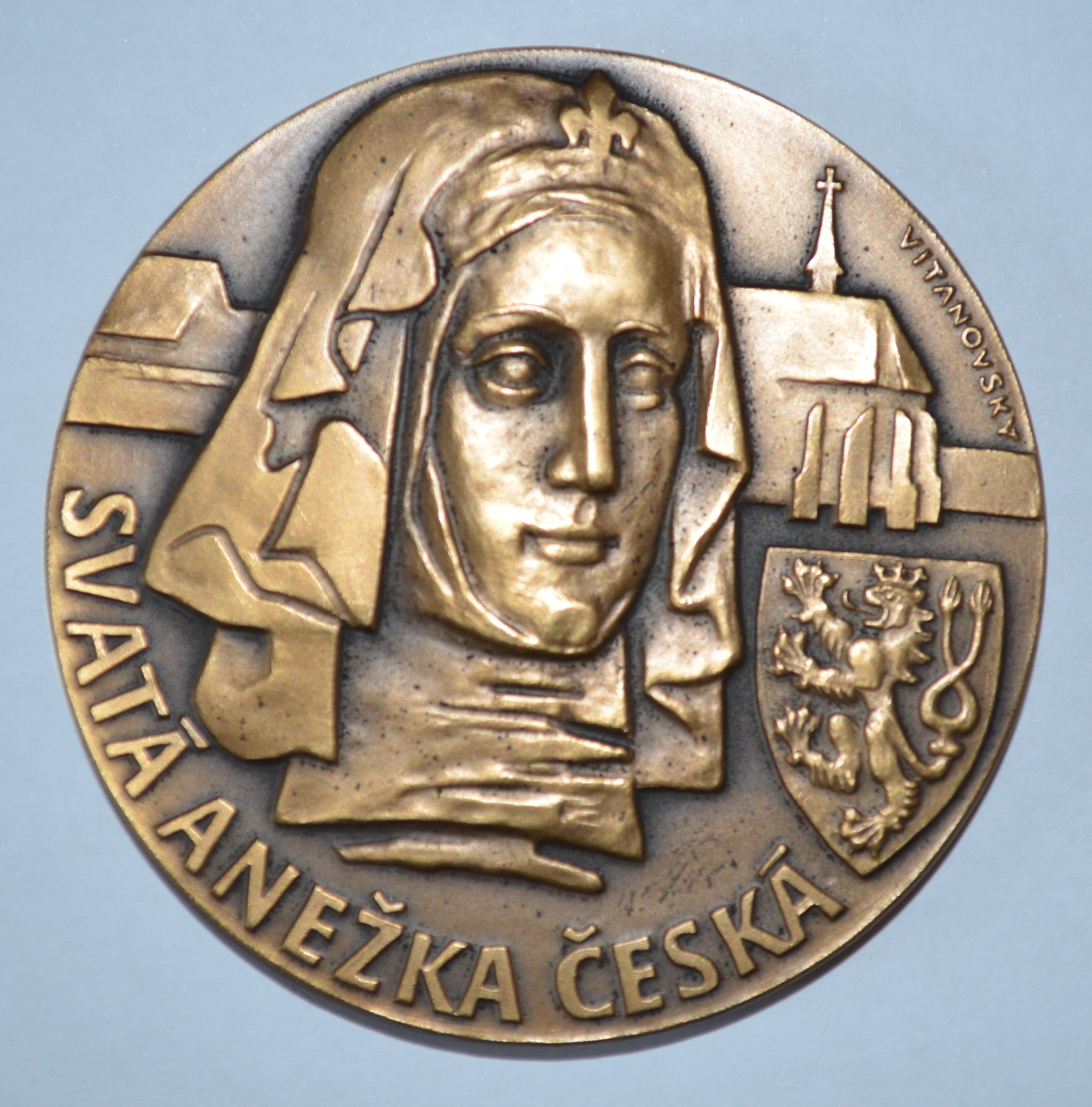
Agnes von Böhmen (* 1211)

- 1211: Agnes von Böhmen, böhmische Prinzessin und Heilige der römisch-katholischen Kirche
- 1259: Aveline de Forz, englische Adelige

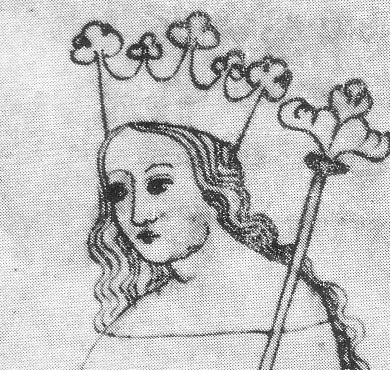
Elisabeth (* 1292)

- 1292: Elisabeth, letzte Angehörige des böhmischen Herrschergeschlechts der Přemysliden
- 1436: Ashikaga Yoshimasa, japanischer Herrscher, achter Shōgun des Ashikaga-Shogunates

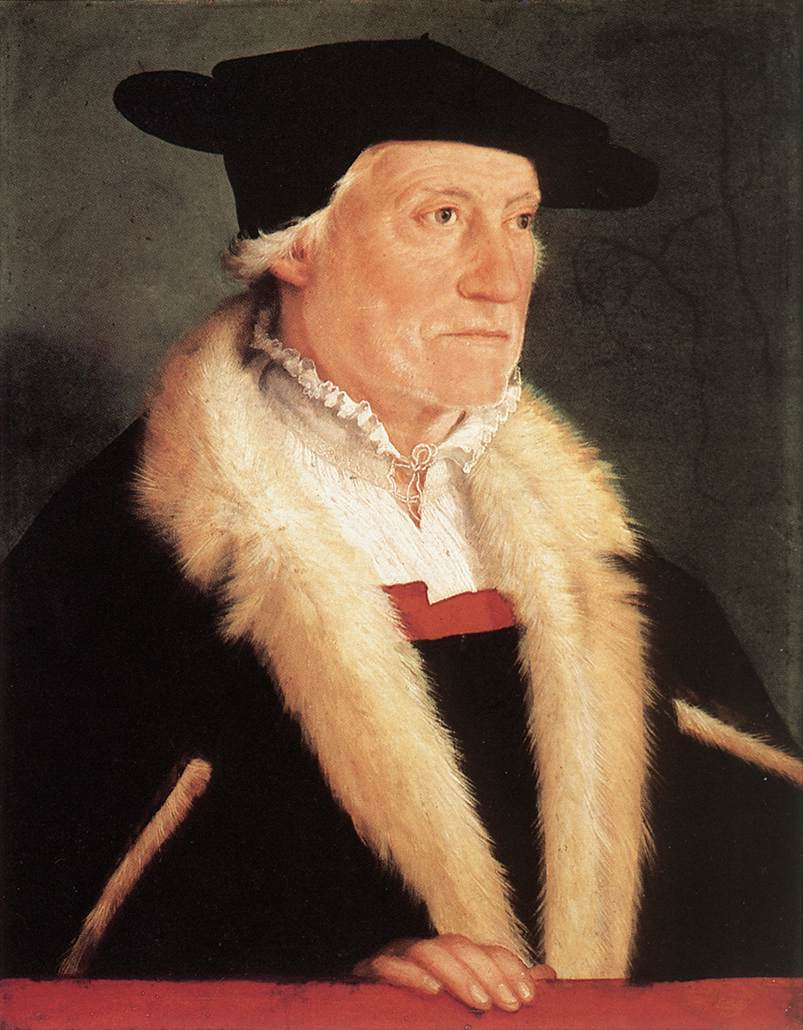
Sebastian Münster (* 1488)

- 1488: Sebastian Münster, deutscher Kosmograph und Hebraist
- 1492: Werner Steiner der Jüngere, Schweizer Reformator
- 1518: Christoph Fischer, deutscher lutherischer Theologe
- 1528: Sebastian Starck, deutscher lutherischer Theologe
- 1530: Valentin Forster, deutscher Jurist
- 1538: Ludwig von Nassau-Dillenburg, niederländischer Feldherr, Bruder von Wilhelm I. von Oranien
- 1554: Sebastian I., König von Portugal
- 1568: Daniel Cramer, deutscher lutherischer Theologe; Chronist und Autor
- 1568: Ventura Salimbeni, italienischer Maler und Kupferstecher
- 1586: Johann Hermann Schein, deutscher Musiker und Komponist
- 1588: Francesco Gessi, italienischer Maler
- 1616: Jerzy Sebastian Lubomirski, polnischer Magnat und Reichsfürst im Heiligen Römischen Reich
- 1622: Daniel Bernhardi, deutscher evangelischer Theologe
- 1636: Maximilian, Fürst von Hohenzollern-Sigmaringen
- 1638: Johann Wolfgang Textor der Ältere, deutscher Jurist und Archivar
- 1663: Luca Carlevarijs, italienischer Maler
- 1667: Anne Chamberlyne, englische Tar (Seemann)
- 1682: Francesco Bartolomeo Conti, italienischer Komponist
- 1693: Carlo Francesco Durini, italienischer Kardinal der Römischen Kirche

### 18. Jahrhundert
- 1706: Friedrich Karl August, Graf und Edler Herr zur Lippe-Biesterfeld
- 1716: Karl III., König von Spanien
- 1718: Ambrosio de Benavides, spanischer Kolonialverwalter, Gouverneur von Puerto Rico, Charcas und Chile
- 1718: Élie Catherine Fréron, französischer Literat und Publizist
- 1724: Philippe-Henri de Ségur, französischer General
- 1729: Joaquín del Pino Sánchez de Rojas, spanischer Kolonialverwalter, Gouverneur von Montevideo und Chile, Vizekönig des Río de la Plata
- 1732: Richard Henry Lee, Präsident des amerikanischen Kontinentalkongresses
- 1733: Johann Friedrich Rehkopf, deutscher Geistlicher und Hochschullehrer
- 1734: Charles Alexandre de Calonne, französischer Staatsmann
- 1741: Carl von Linné der Jüngere, schwedischer Botaniker
- 1746: Johann Christoph Döderlein, deutscher Theologe
- 1750: Louise von Dänemark und Norwegen, Landgräfin von Hessen-Kassel
- 1751: Ferdinand, Herzog von Parma, Piacenza und Guastalla
- 1755: Johannes Aloysius Martyni-Laguna, deutscher Privatgelehrter
- 1756: Miguel Domínguez, mexikanischer Beamter und Politiker

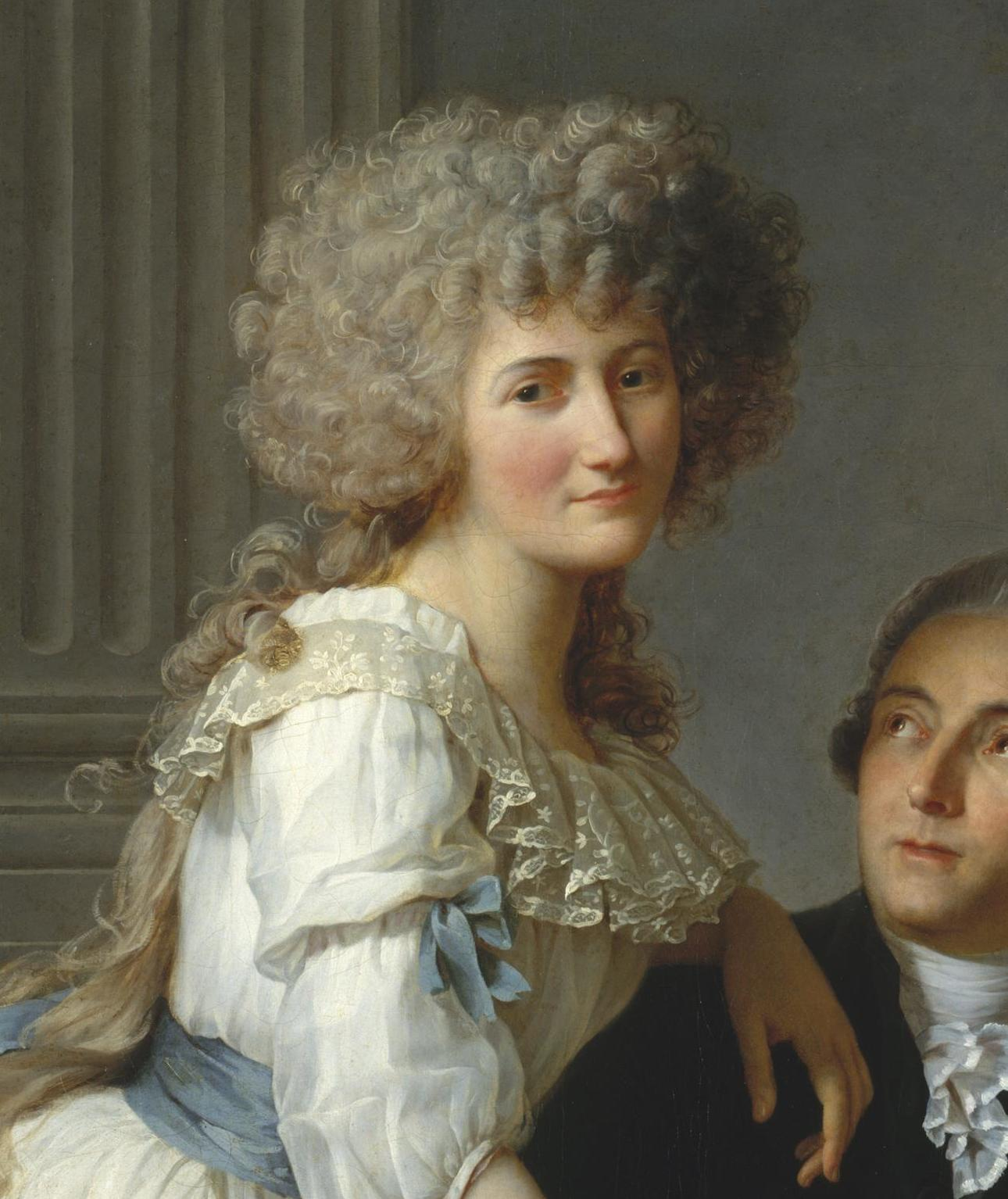
Marie Lavoisier (* 1758)

- 1758: Marie Lavoisier, französische Chemikerin, Illustratorin und Salonnière
- 1762: Jérôme-Joseph de Momigny, französischer Komponist und Musikwissenschaftler
- 1762: Johann Ludwig Völkel, deutscher Altphilologe und Archäologe
- 1765: Carl Samuel Hermann, deutscher Apotheker

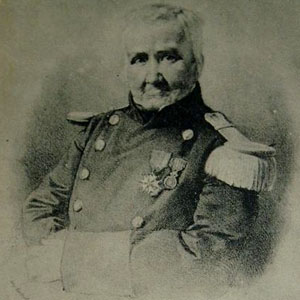
Marie-Angélique Duchemin (* 1772)

- 1772: Marie-Angélique Duchemin, französische Soldatin
- 1773: Theodor von Schön, preußischer Oberpräsident der Provinz Preußen
- 1773: Henry Wellesley, 1. Baron Cowley, britischer Staatsmann und Diplomat
- 1775: André-Marie Ampère, französischer Physiker und Mathematiker
- 1778: François Baillon, französischer Zoologe
- 1781: Ernst Casimir I., 1. Fürst zu Ysenburg und Büdingen
- 1782: Joseph von Hormayr, österreichischer Geschichtsschreiber
- 1782: Johann von Österreich, Erzherzog, österreichischer Feldmarschall, deutscher Reichsverweser, Modernisierer der Steiermark
- 1782: Adolf Theodor Roscher, deutscher Industrieller
- 1783: Friedrich Dotzauer, deutscher Cellist und Komponist
- 1785: Theodor Grotthuß, deutsch-litauischer Physiker und Chemiker
- 1790: John Blackwall, britischer Naturforscher
- 1793: Carl von Heyden, deutscher Politiker und Entomologe

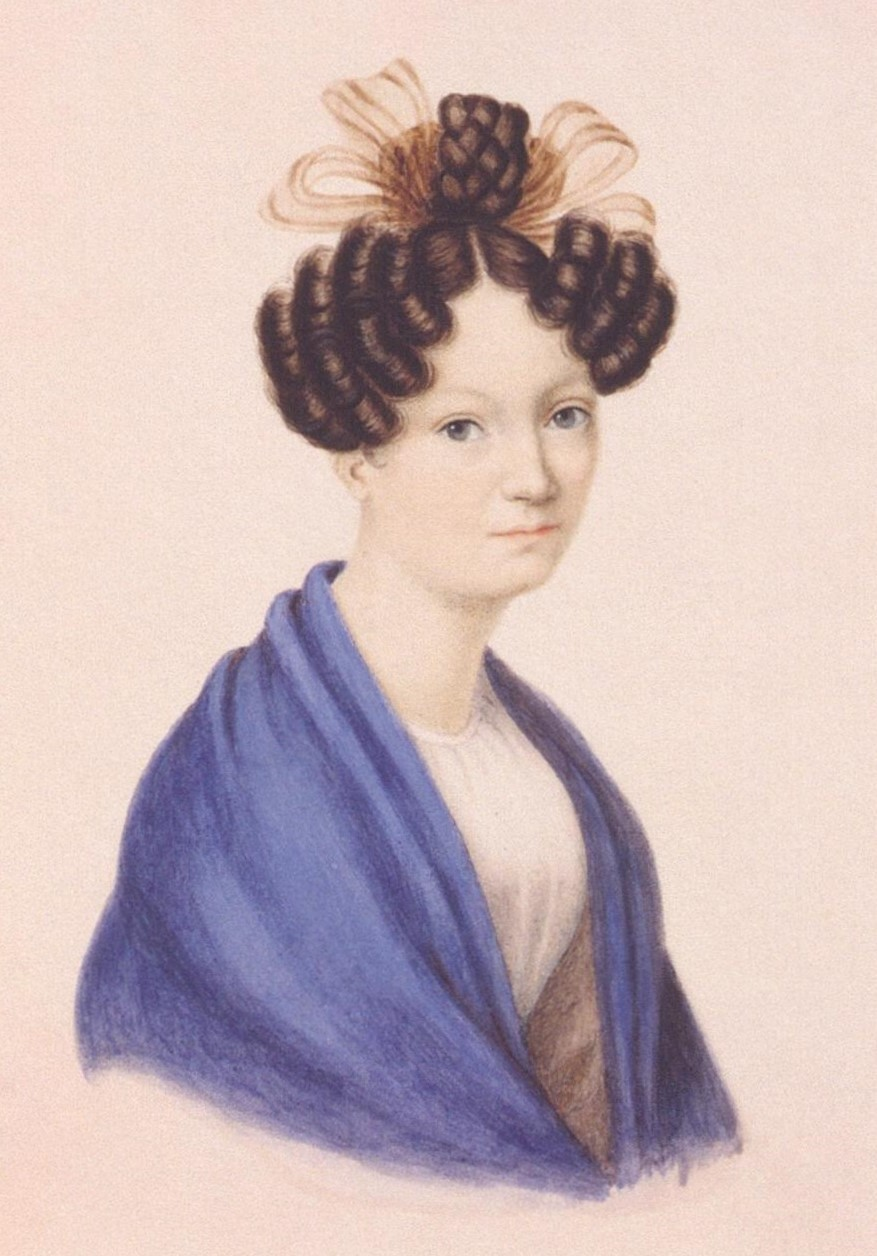
Emilie Reinbeck (* 1794)

- 1794: Emilie Reinbeck, deutsche Salonnière und Landschaftsmalerin
- 1797: Carl August Abmeyer, deutscher Kantor und Komponist

### 19. Jahrhundert
- 1802: Alexander August von Buchholtz, deutscher Pandektenwissenschaftler
- 1803: Johann Jakob Stehlin der Ältere, Schweizer Politiker
- 1810: Ferdinand David, deutscher Violinvirtuose und Komponist
- 1811: Julius Lasker, preußischer Mediziner und Schriftsteller
- 1812: Édouard Séguin, französischer Arzt und Pädagoge
- 1820: Wilhelm Paul Corssen, deutscher Altphilologe und Etruskologe
- 1823: Imre Madách, ungarischer Dichter
- 1832: William Larrabee, US-amerikanischer Politiker, Gouverneur des Bundesstaates Iowa
- 1833: Ernst von Prittwitz und Gaffron, preußisch-deutscher Generalleutnant
- 1834: Adolph Frank, deutscher Chemiker
- 1834: Petrus Jacobus Joubert, südafrikanischer Burengeneral und Generalkommandant der südafrikanischen Republik
- 1834: Théodore Salomé, französischer Organist und Komponist
- 1836: Robert Beaven, kanadischer Politiker
- 1841: Gaetano Fabiani, italienischer Musiker und Komponist
- 1842: Miklós Konkoly-Thege, ungarischer Astronom
- 1843: Giulio Ascoli, italienischer Mathematiker
- 1843ː Hildegard von Spitzemberg, deutsche Salonnière

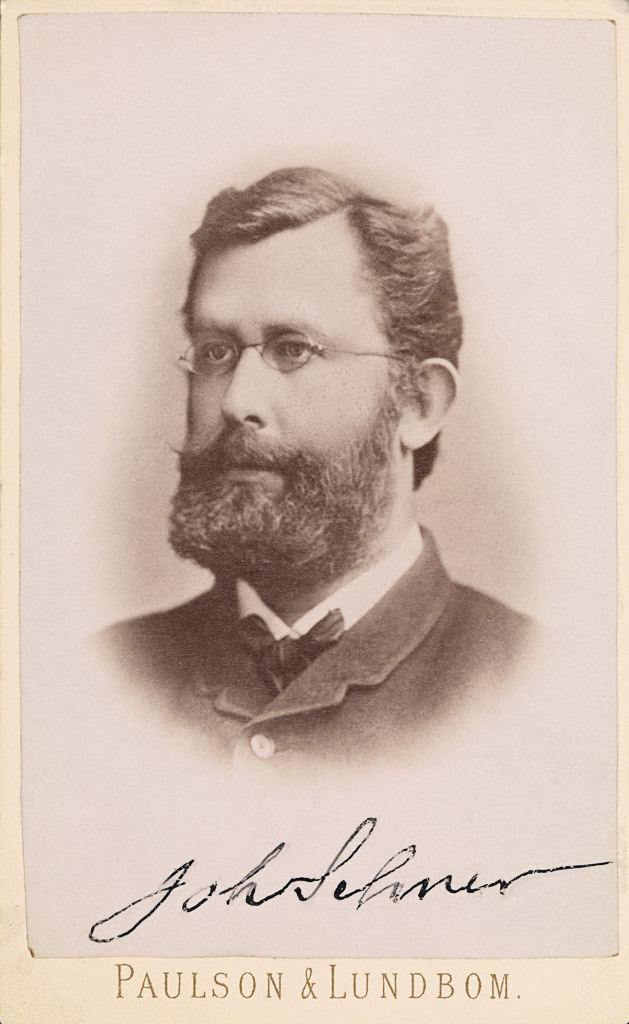
Johan Selmer (* 1844)

- 1844: Johan Peter Selmer, norwegischer Komponist
- 1854: Immanuel Löw, ungarischer Rabbiner und Gelehrter
- 1855: Ernest Chausson, französischer Komponist
- 1855: Hugo Conwentz, deutscher Botaniker und Naturschützer
- 1856: Harriot Eaton Stanton Blatch, US-amerikanische Suffragette und Publizistin
- 1858: Enrique Reig y Casanova, spanischer Priester, Erzbischof von Toledo und Kardinal
- 1862: Xaver Terofal, deutscher Schauspieler
- 1862: Carl von Tubeuf, deutscher Pflanzenpathologe
- 1865: Josef Fischer, deutscher Radsportler, erster Sieger Paris-Roubaix
- 1866: Johannes Werthauer, deutscher Jurist und Strafrechtsreformer
- 1868: Wilhelm Schäfer, deutscher Schriftsteller
- 1869: Frederick Matthias Alexander, australischer Schauspieler

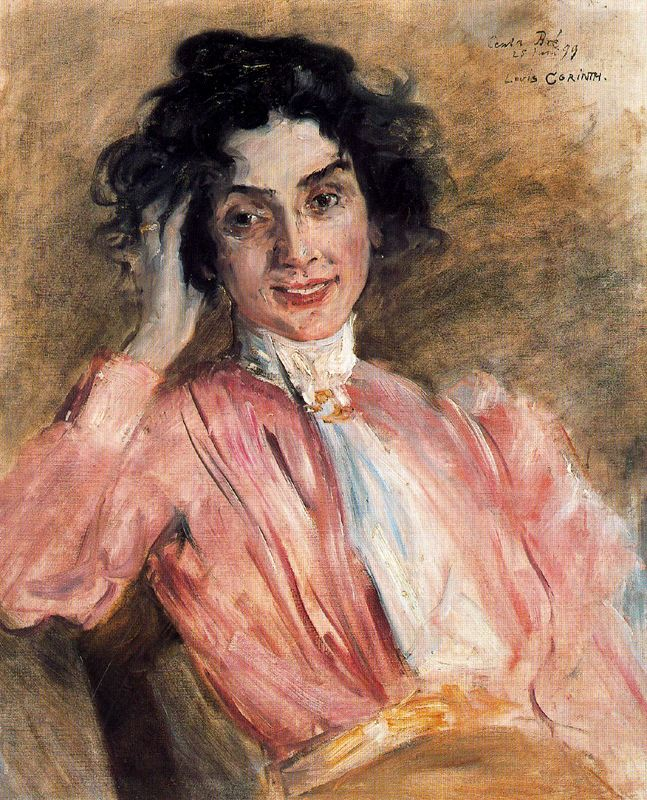
Centa Bré (* 1870)

- 1870: Centa Bré, deutsche Schauspielerin
- 1870: Guillaume Lekeu, belgischer Komponist
- 1870: Fausto Salvatori, italienischer Schriftsteller und Librettist
- 1872ː Julia Morgan, US-amerikanische Architektin
- 1872: Harriet Straub, deutsche Schriftstellerin
- 1873: Iwano Hōmei, japanischer Schriftsteller, Literaturkritiker und Übersetzer
- 1873: Johannes Vilhelm Jensen, dänischer Schriftsteller, Nobelpreisträger
- 1873: Alfred Wiłkomirski,  polnischer Geiger, Bratschist und Musikpädagoge
- 1874: Steve Bloomer, englischer Fußballspieler
- 1874: Karl Heim, deutscher protestantischer Theologe
- 1876: Lucien Boyer, französischer Chansonnier und Komponist
- 1876: Józef Hofmann, polnisch-US-amerikanischer Pianist, Komponist, Musiklehrer und Erfinder
- 1877: Aymé Kunc, französischer Komponist, Dirigent und Musikpädagoge
- 1878: Finlay Currie, schottischer Theater- und Filmschauspieler
- 1879: Walther Ahlhorn, deutscher Jurist
- 1879: Walter W. Bacon, US-amerikanischer Politiker, Gouverneur von Delaware
- 1879: Wilhelm Burkamp, deutscher Philosoph
- 1879: Ruth St. Denis, US-amerikanische Tänzerin, Choreographin und Pädagogin
- 1879: Clifford Hugh Douglas, britischer Wirtschaftstheoretiker, Ingenieur

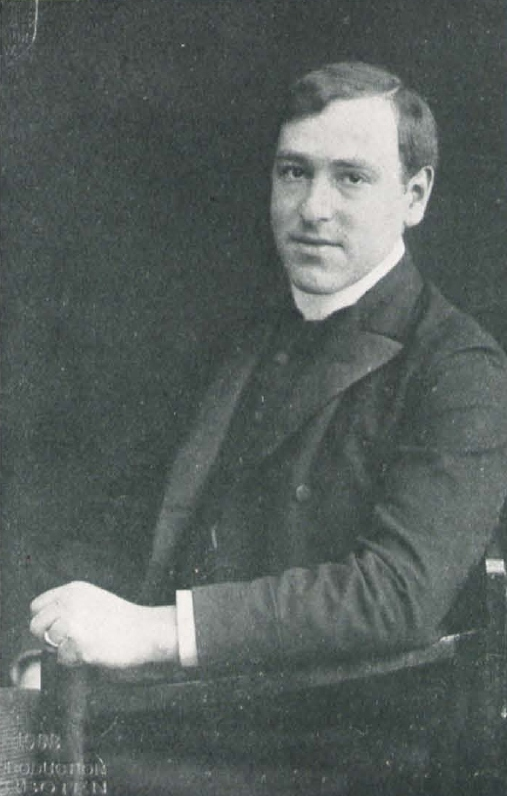
Rudolf Bernauer (* 1880)

- 1880: Rudolf Bernauer, österreichischer Chanson-Autor, Operetten-Librettist und Theaterdirektor
- 1882: Sebastião Leme da Silveira Cintra, brasilianischer Priester, Erzbischof von Rio de Janeiro und Kardinal
- 1885: Tulio Vesprini, italienischer Autorennfahrer
- 1886: Hans Abraham, deutscher Gewichtheber
- 1888: Paul Weyland, deutscher Hochstapler, Antisemit und nationalistischer Agitator
- 1889: Leadbelly, US-amerikanischer Bluesmusiker
- 1889: Stuart Poulter, australischer Marathonläufer
- 1889: Lois Welzenbacher, österreichischer Architekt
- 1890: Rudolf Ahorn, deutscher Fußballspieler
- 1891: Mischa Elman, US-amerikanischer Violinvirtuose
- 1893: Nils Georg Åberg, schwedischer Weit- und Dreispringer
- 1893: Gian Mario Beltrami, italienischer General der Luftwaffe
- 1894: Harold Gray, US-amerikanischer Comiczeichner
- 1894: Nishiwaki Junzaburō, japanischer Schriftsteller
- 1894: Walter Piston, US-amerikanischer Komponist
- 1895: Eva Jessye, US-amerikanische Chordirigentin und Komponistin
- 1896: George Burns, US-amerikanischer Schauspieler
- 1899: Michael Laßleben, deutscher Verleger
- 1900: Franz Esser, deutscher Fußballspieler
- 1900: Boris Semjonowitsch Schechter, ukrainisch-russischer Komponist

### 20. Jahrhundert

#### 1901–1925
- 1901: Juan García Oliver, spanischer Anarchist und Syndikalist
- 1901: Karl Gilg, deutscher Schachspieler
- 1902: Leon Ames, US-amerikanischer Schauspieler
- 1902: Gisela Praetorius, deutsche Pädagogin und Politikerin, MdL, MdB
- 1902: Fridolin Stier, deutscher Bibelübersetzer

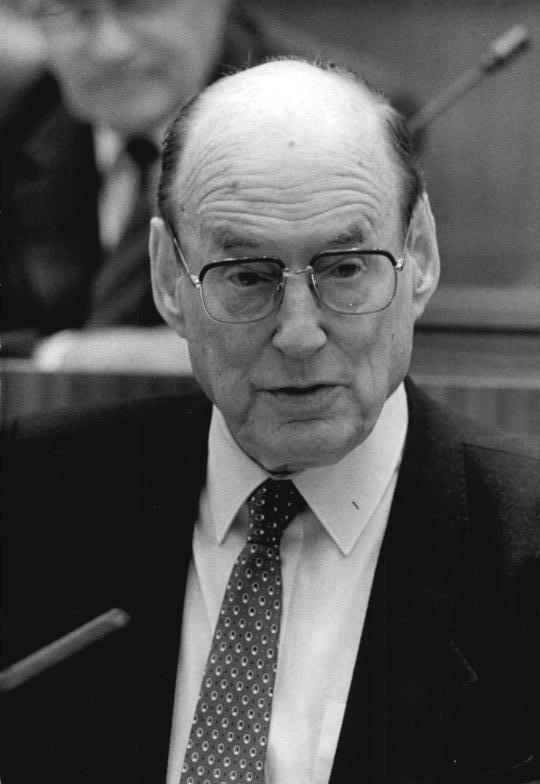
Manfred von Ardenne (* 1907)

- 1907: Manfred von Ardenne, deutscher Naturwissenschaftler
- 1907: Hans Richtscheid, deutscher Schriftsteller und Philosoph
- 1907: Paula Wessely, österreichische Film- und Theaterschauspielerin
- 1908: Isadore Nathaniel Parker, US-amerikanischer Jazz-Trompeter
- 1908: Günther Wendt, deutscher Maler, Grafiker und Museumsdirektor
- 1910: Joy Adamson, britisch-österreichische Naturforscherin, Malerin und Schriftstellerin
- 1910: Lauritz Lauritzen, deutscher Politiker, MdL und Landesminister, MdB und Bundesminister
- 1911: Alfredo Foni, italienischer Fußballspieler und -trainer
- 1912: Egon Schein, deutscher Leichtathlet und Olympiateilnehmer
- 1913: Karl Bewerunge, deutscher Landwirt und Politiker, MdB
- 1913: Horst Caspar, deutscher Schauspieler
- 1915: C. W. Ceram, deutscher Journalist und Wissenschaftsautor
- 1917: Bruno Heck, deutscher Politiker, MdB und Bundesminister
- 1917: K-Ximbinho, brasilianischer Klarinettist, Komponist und Arrangeur
- 1919: Štěpán Lucký, tschechoslowakischer Komponist und Musikwissenschaftler
- 1920: Maureen Dragone, US-amerikanische Journalistin und Autorin

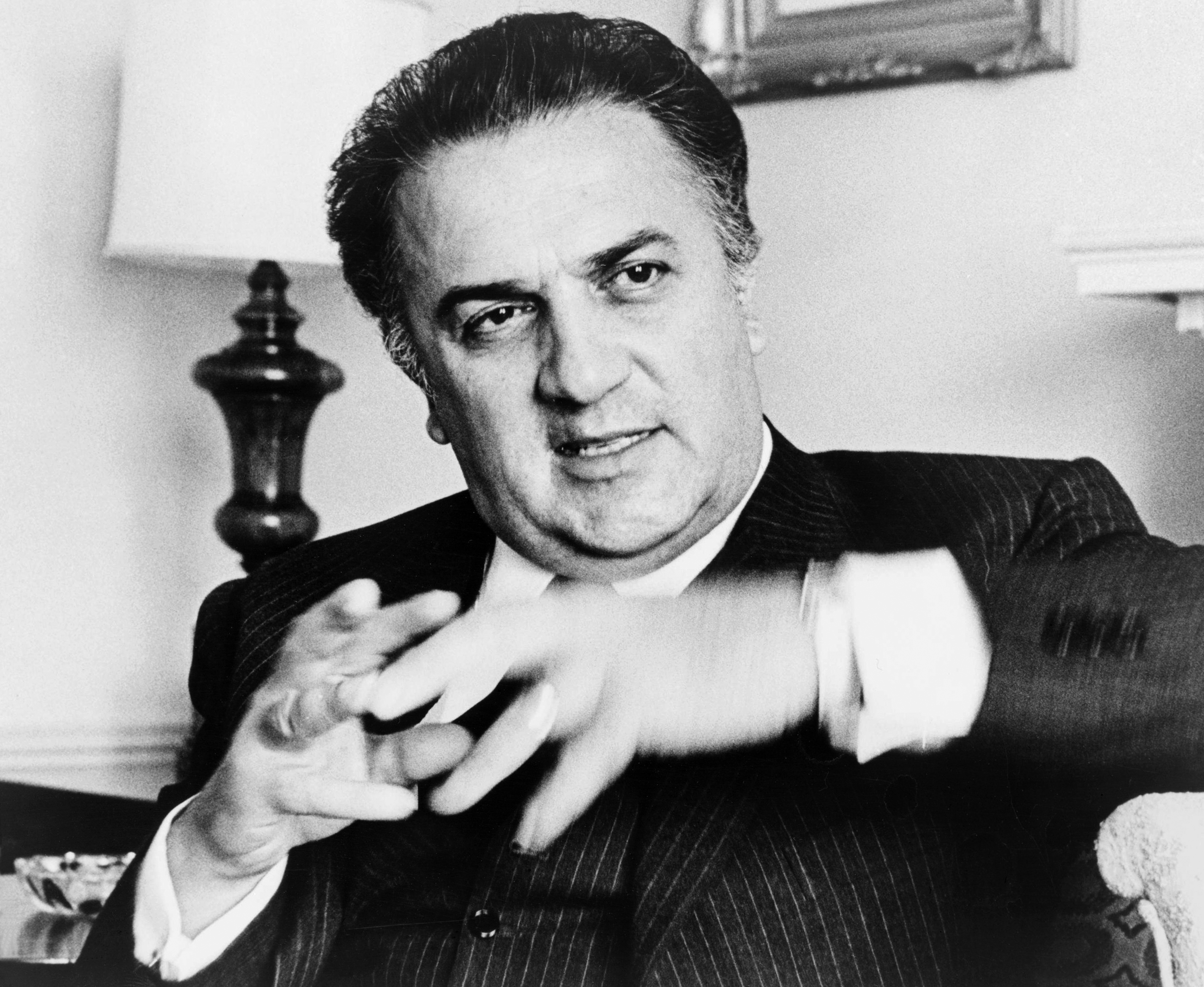
Federico Fellini (* 1920)

- 1920: Federico Fellini, italienischer Filmemacher und Regisseur
- 1920: DeForest Kelley, US-amerikanischer Schauspieler
- 1921: Erwin Brocke, Vizepräsident des deutschen Bundessozialgerichtes
- 1921: Pierre Courtin, französischer Maler und Grafiker
- 1921: Bernt Engelmann, deutscher Schriftsteller und Journalist
- 1921: Václav Kotva, tschechischer Schauspieler
- 1921: Júlia Majláth, ungarische Komponistin
- 1921: Oscar Müller, deutscher Schauspieler
- 1921: Zarra, spanischer Fußballspieler
- 1922: Ray Anthony, US-amerikanischer Bandleader und Musiker
- 1922: James Hanson, britischer Unternehmer
- 1923: Slim Whitman, US-amerikanischer Countrysänger
- 1924: Valdo Sciammarella, argentinischer Komponist
- 1925: Ernesto Cardenal, nicaraguanischer Theologe und Politiker
- 1925: Eugen Gomringer, bolivianisch-schweizerischer Schriftsteller
- 1925ː Ursula Walk, erste deutsche Computerprogrammiererin

#### 1926–1950
- 1926: Fritz Bennewitz, deutscher Theaterregisseur
- 1926: Patricia Neal, US-amerikanische Schauspielerin
- 1926: David Tudor, US-amerikanischer Pianist und Komponist
- 1927: Wolfgang Kasack, deutscher Slawist
- 1928: Reiner Arlt, deutscher Agrarrechtswissenschaftler, Hochschullehrer und Politiker
- 1928: Harry Ristock, deutscher Politiker, MdL, Senator
- 1929: Jo Miard, deutscher Bildhauer
- 1929: Andreas Stenglein, deutscher Politiker, MdL
- 1929: Walter Wenzel, deutscher Namenforscher

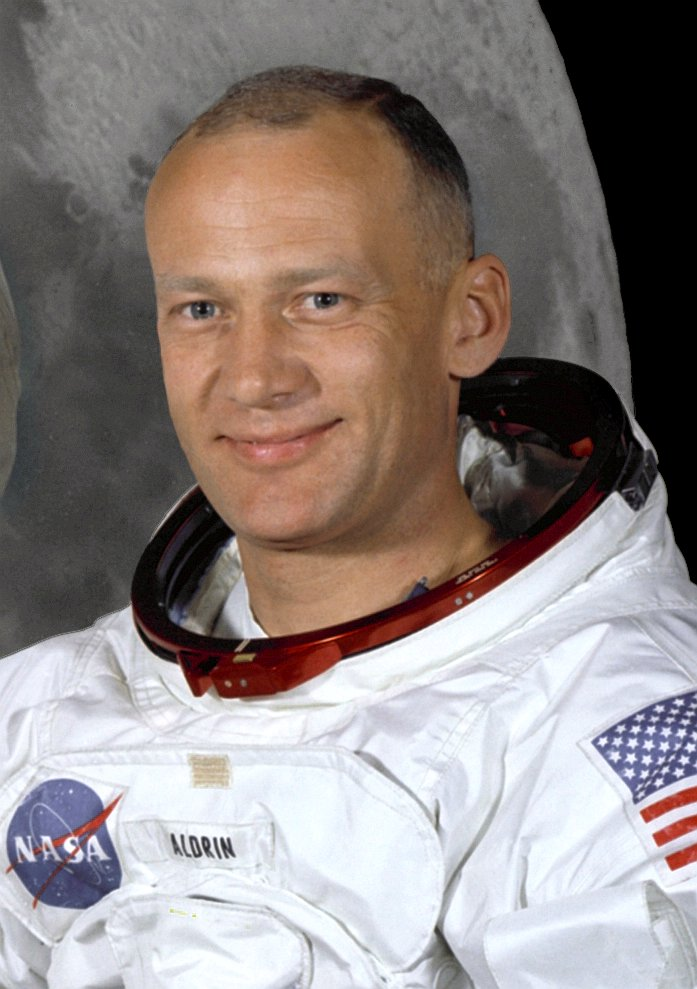
Buzz Aldrin (* 1930)

- 1930: Buzz Aldrin, US-amerikanischer Astronaut, zweiter Mensch auf dem Mond
- 1930: Egon Bondy, tschechischer Dichter und Philosoph
- 1930: Edeltraud Eckert, deutsche Schriftstellerin
- 1930: Lothar Wolleh, deutscher Fotograf
- 1931: Sawako Ariyoshi, japanische Schriftstellerin
- 1931: Preston Henn, US-amerikanischer Automobilrennfahrer und Unternehmer
- 1931: David Morris Lee, US-amerikanischer Physiker, Nobelpreisträger
- 1931: Günther Maleuda, deutscher Politiker, Parteifunktionär in der DDR, MdB
- 1931: Margrethe Munthe, norwegische Schriftstellerin
- 1932: Ferenc Arok, jugoslawischer Fußballspieler und -trainer
- 1932: Maurice Rich, australischer Leichtathlet
- 1933: Earl Grant, US-amerikanischer Sänger und Gitarrist
- 1933: Don Thompson, britischer Leichtathlet, Olympiasieger
- 1934: Giorgio Bassi, italienischer Automobilrennfahrer
- 1935: Sándor Balassa, ungarischer Komponist und Hochschullehrer
- 1935: Achim Benning, deutscher Schauspieler und Regisseur

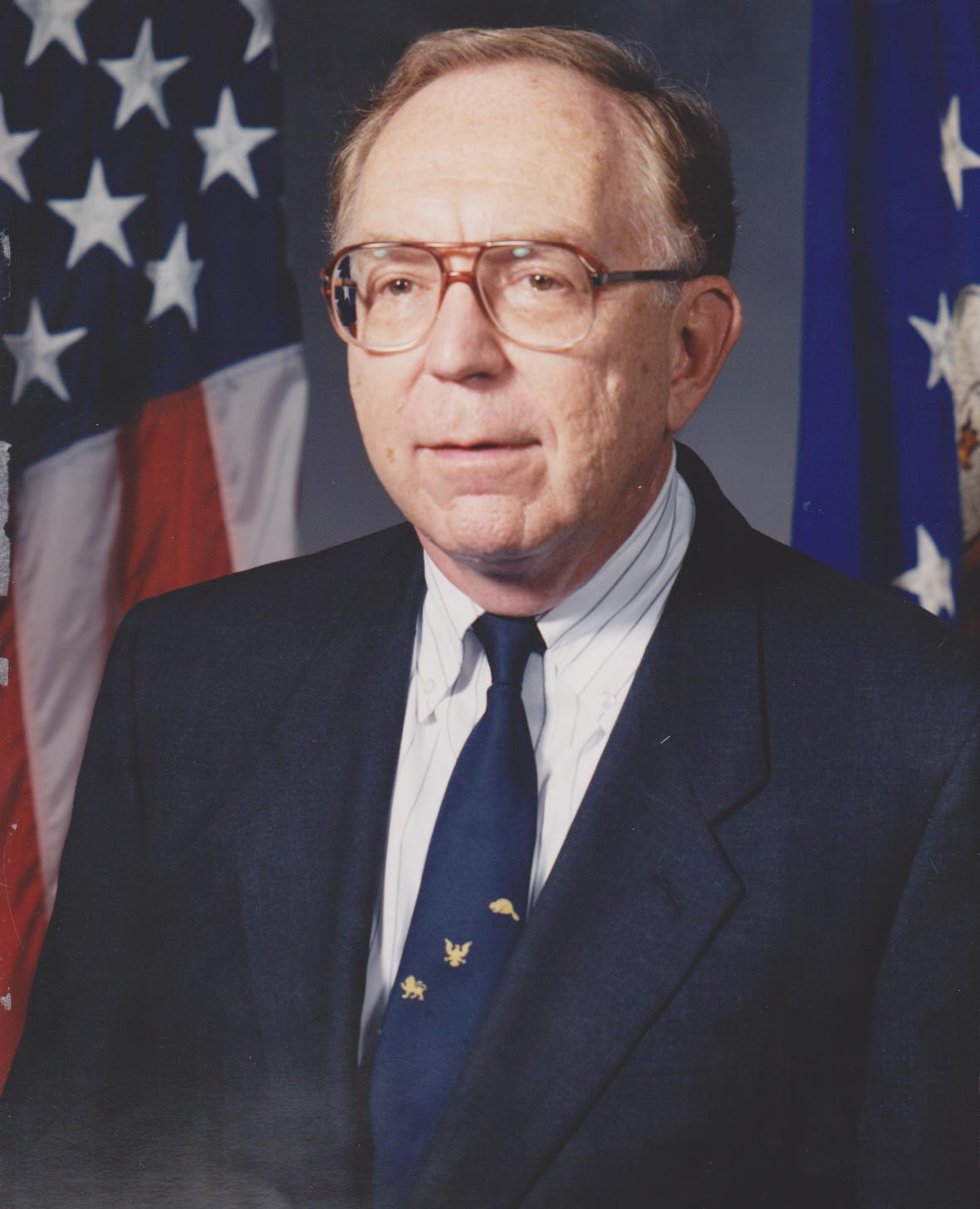
Edward Feigenbaum (* 1936)

- 1936: Edward Feigenbaum, US-amerikanischer Informatiker
- 1936: Frances Shand Kydd, Mutter von Diana Spencer (Lady Di)
- 1937: Sigrid Peyerimhoff, deutsche theoretische Chemikerin
- 1937: Regina Schmidt-Zadel, deutsche Politikerin, MdB
- 1939: Udo Aschenbeck, deutscher Schriftsteller, Buchhändler und Sozialpädagoge
- 1939: Werner Schuster, deutscher Arzt, Medizin-Informatiker und Politiker
- 1940: Jana Brejchová, tschechische Schauspielerin
- 1941: Pete Ariel, deutscher Filmregisseur, -editor, Regieassistent und Drehbuchautor
- 1941: Giuseppe Arzilli, Staatsoberhaupt von San Marino
- 1941: Herbert Christ, deutscher Politiker, MdB
- 1942: José Luis Aussín Suárez, mexikanischer Fußballspieler
- 1942: Heinz-Günter Bargfrede, deutscher Politiker, MdB
- 1942: William Powell, US-amerikanischer Sänger
- 1943: Margaret Scotford Archer, britische Soziologin
- 1943: Rick Evans, US-amerikanischer Sänger und Gitarrist
- 1943: Einar Førde, norwegischer Politiker und Journalist
- 1944: Günther Bott, deutscher Jurist, Richter am Bundesarbeitsgericht
- 1944: Volker Hassemer, deutscher Jurist und Politiker, MdL, Senator
- 1944: Wolfgang Scherzinger, österreichischer Zoologe, Ethologe und Ökologe
- 1945: Gianni Amelio, italienischer Filmregisseur
- 1945: Uwe Amthor, deutscher Politiker
- 1945: Bjørn Tore Godal, norwegischer Politiker und Diplomat
- 1945: Eric Stewart, britischer Sänger, Gitarrist und Songschreiber

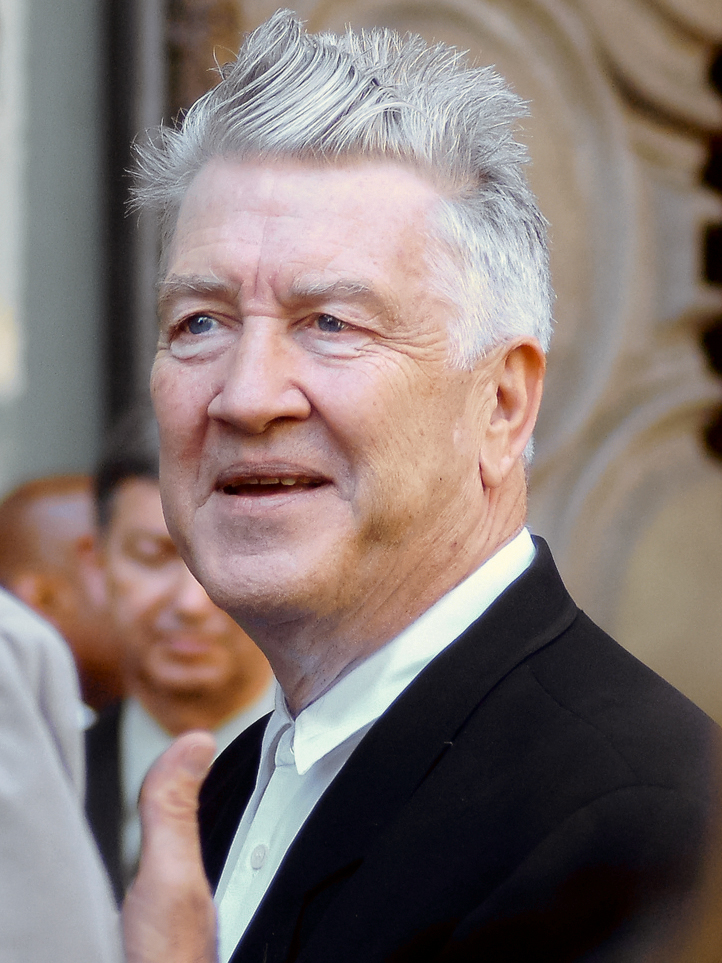
David Lynch (* 1946)

- 1946: David Lynch, US-amerikanischer Regisseur, Schauspieler, Maler, Fotograf, Komponist und Animationskünstler
- 1946: Ernst Probst, deutscher Wissenschaftsjournalist
- 1946: Aurelio Samorì, italienischer Komponist
- 1947: Dag Jostein Fjærvoll, norwegischer Politiker
- 1947: Cyrille Guimard, französischer Radrennfahrer und Sportlicher Leiter
- 1947: Anton Schindling, deutscher Historiker
- 1948: Mel Pritchard, britischer Musiker
- 1949: Michael Ahern, irischer Politiker
- 1949: Patrick Frey, Schweizer Autor, Verleger, Kabarettist und Schauspieler
- 1949: Bill Owens, US-amerikanischer Politiker
- 1949: Göran Persson, schwedischer Politiker, Ministerpräsident
- 1950: Mahamane Ousmane, nigerianischer Politiker, Staatspräsident
- 1950: Udo Röbel, deutscher Journalist und Autor

#### 1951–1975
- 1951: Ian Hill, britischer Rockmusiker

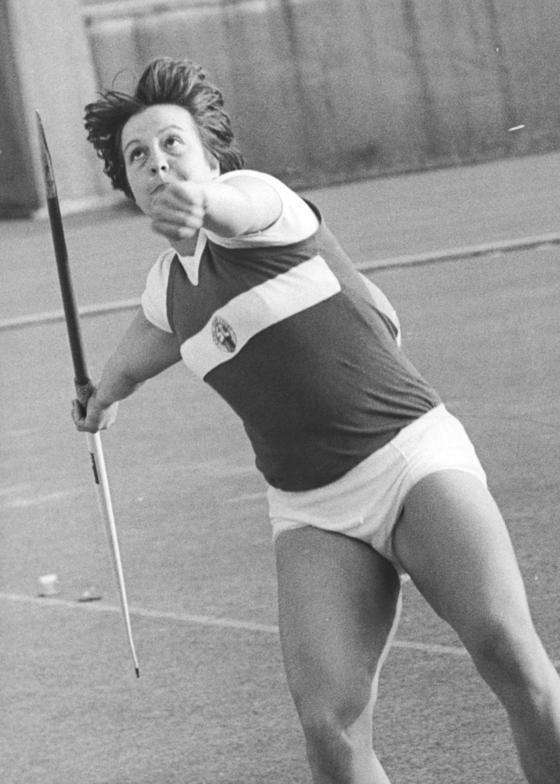
Ute Hommola (* 1952)

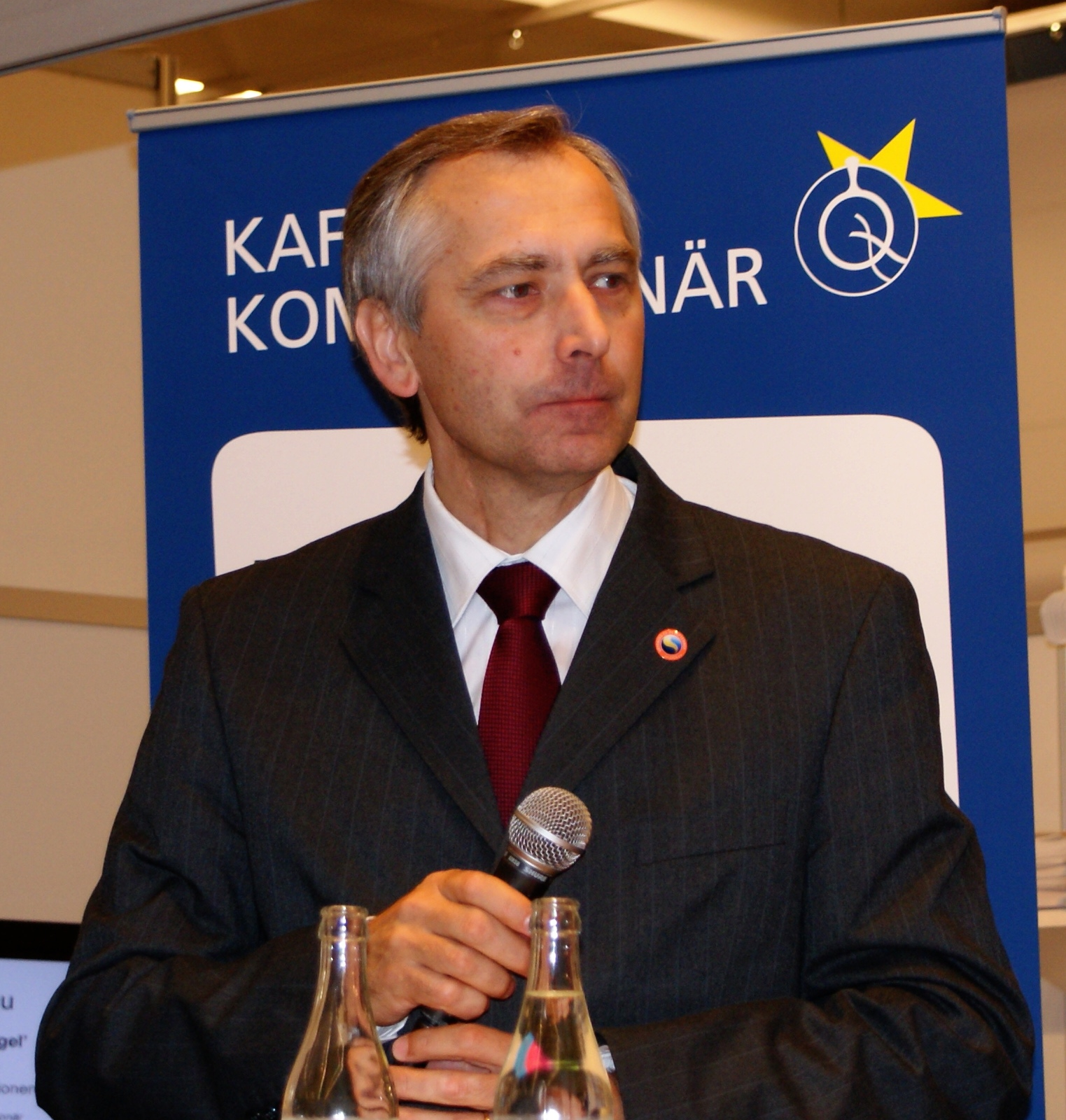
Ján Figeľ (* 1960)

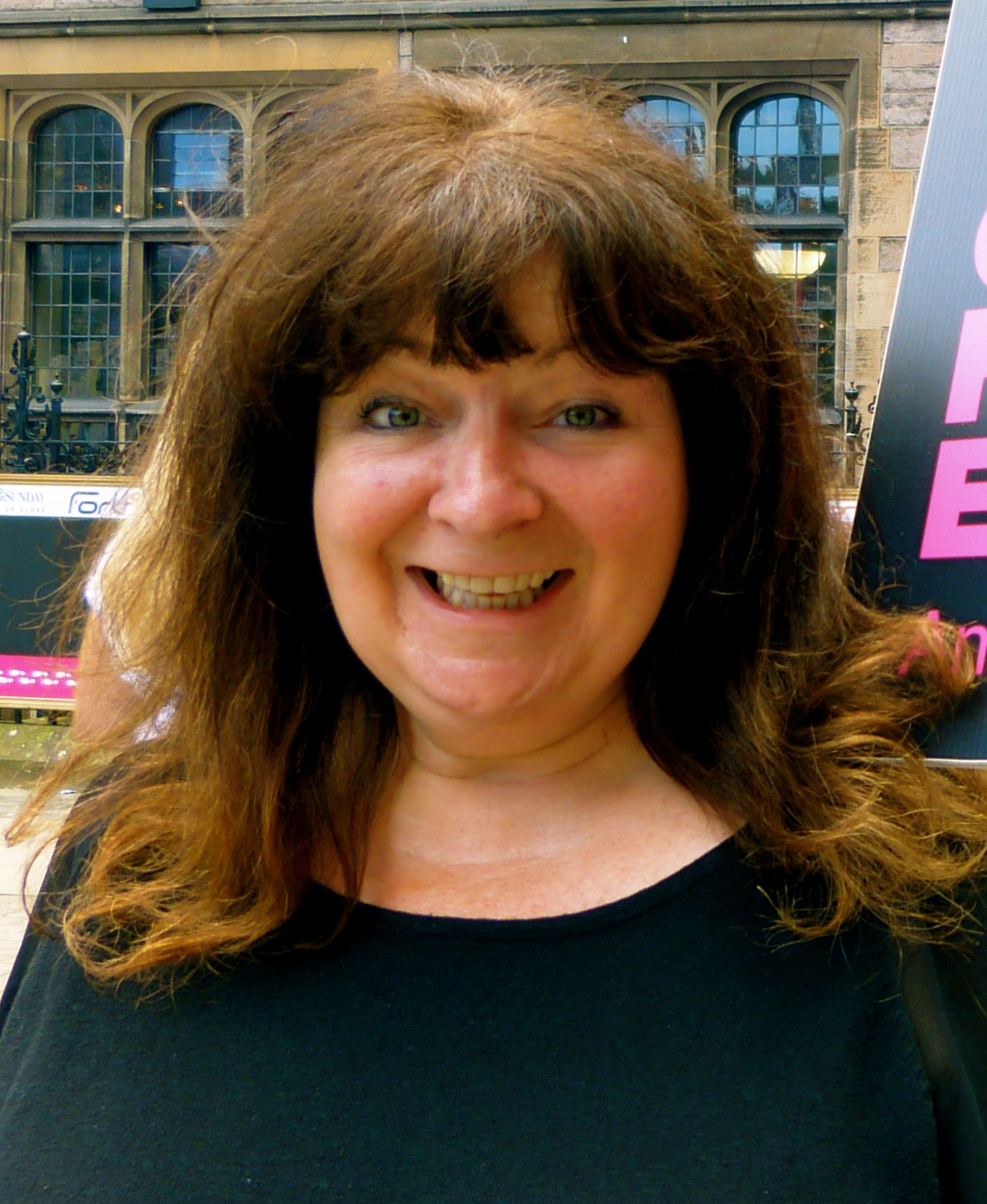
Janey Godley (* 1961)

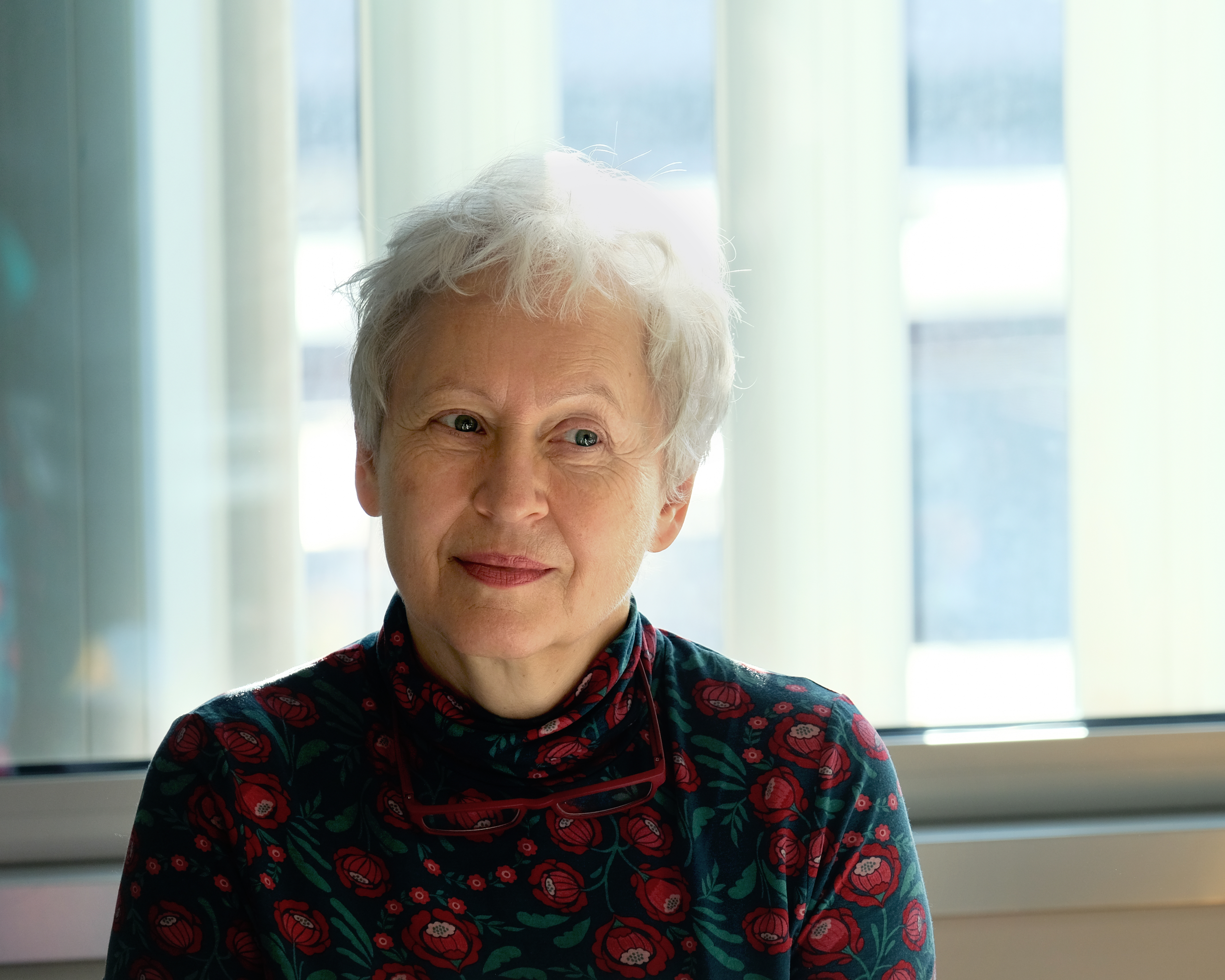
Ulrike Draesner (* 1962)

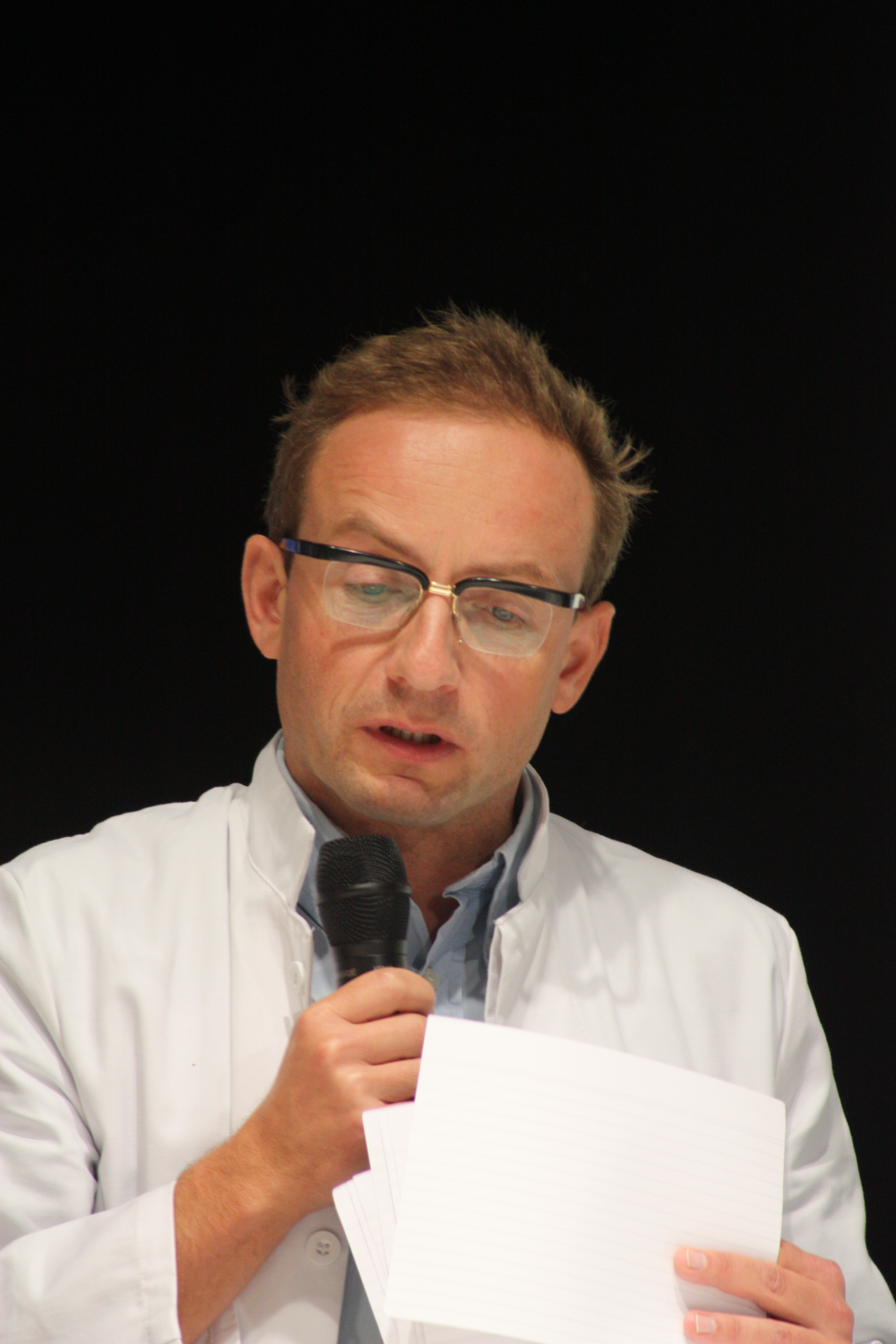
Wigald Boning (* 1967)

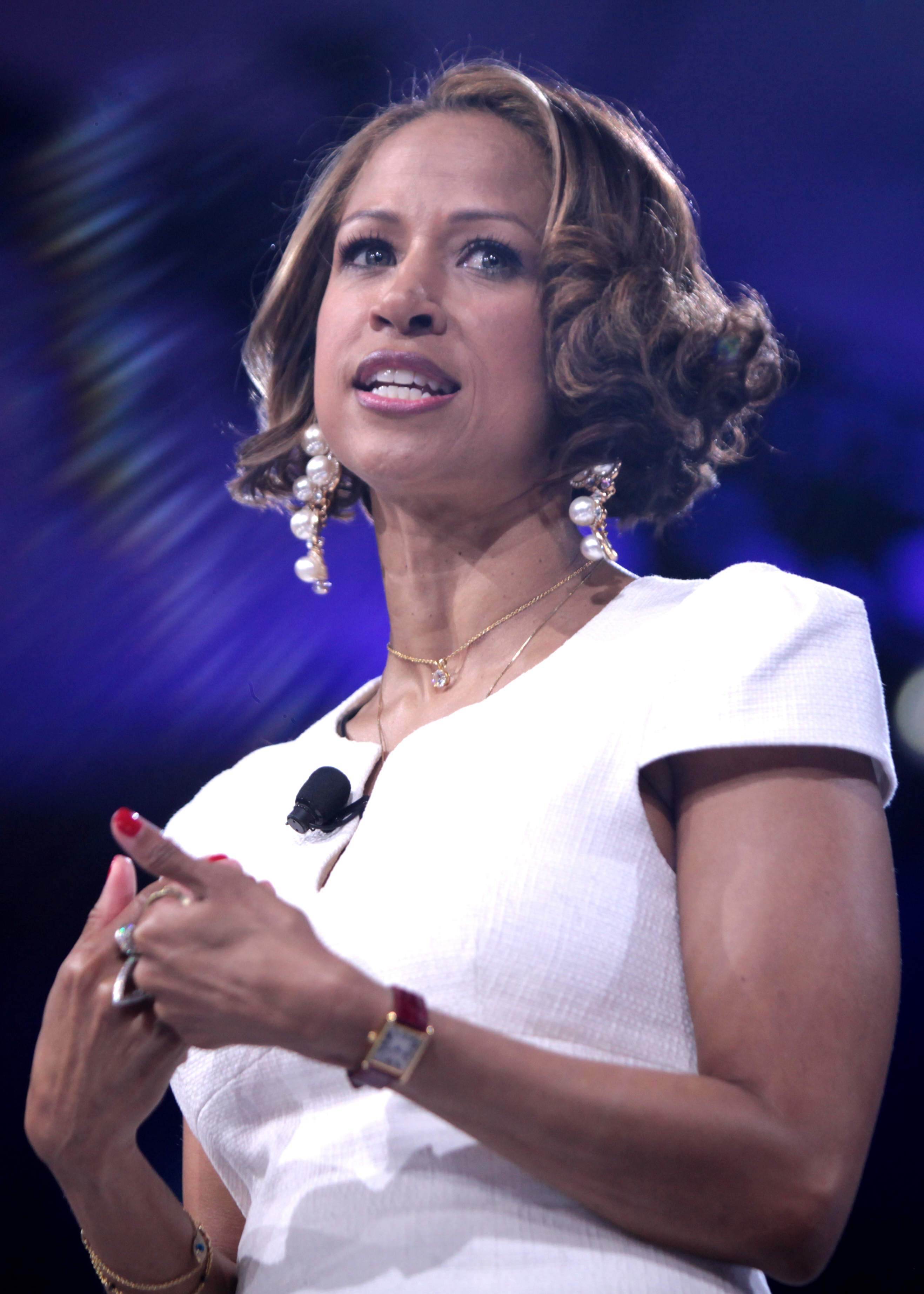
Stacey Dash (* 1967)

- 1952: Ute Hommola, deutsche Leichtathletin, Olympiamedaillengewinnerin
- 1952: Thomas Reuter, deutscher Komponist, Chorleiter und Pianist
- 1952: Ann Savoy, US-amerikanische Cajun-Musikerin (Gesang und Gitarre)
- 1952: Paul Stanley, US-amerikanischer Gitarrist und Sänger
- 1953: Hermann-Josef Arentz, deutscher Politiker, MdL
- 1953: Marita Breuer, deutsche Schauspielerin
- 1953: Jeffrey Epstein, US-amerikanischer Investmentbanker
- 1953: Filipe Neri António Sebastião do Rosário Ferrão, indischer Kardinal, Erzbischof von Goa
- 1956: Axel Hacke, deutscher Journalist und Schriftsteller
- 1956: John Naber, US-amerikanischer Schwimmer
- 1956: Georg Veit, deutscher Schriftsteller
- 1957: Alu Dadaschewitsch Alchanow, tschetschenischer Staatspräsident
- 1957: Andy Sheppard, britischer Jazzsaxophonist
- 1957: Michael Veith, deutscher Skirennläufer
- 1958: Lorenzo Lamas, US-amerikanischer Schauspieler
- 1959: Alfred Agyenta, ghanaischer Bischof
- 1959: Antoine Hervé, französischer Pianist und Komponist
- 1959: R. A. Salvatore, US-amerikanischer Science-Fiction-Autor
- 1960: Falk Boden, deutscher Radrennfahrer
- 1960: Ján Figeľ, slowakischer Politiker, EU-Kommissar
- 1960: Jeff Tain Watts, US-amerikanischer Jazz-Schlagzeuger
- 1960: Will Wright, US-amerikanischer Computerspiel-Entwickler
- 1961: Alois Bröder, deutscher Komponist
- 1961ː Janey Godley, britische Komikerin, Schauspielerin und Drehbuchautorin
- 1961: Sven Rohde, deutscher Journalist
- 1962: Ulrike Draesner, deutsche Schriftstellerin
- 1962: Günther Steinkellner, österreichischer Politiker
- 1963: James Denton, US-amerikanischer Schauspieler
- 1963: Guy Helminger, Luxemburger Schriftsteller
- 1964: Lizzy Aumeier, deutsche Kontrabassistin und Musik-Kabarettistin
- 1964: Scott Maxwell, kanadischer Automobilrennfahrer
- 1965: John Michael Montgomery, US-amerikanischer Country-Sänger
- 1965: Sophie, Countess of Wessex, britische Unternehmerin und Adelige, Ehefrau von Prince Edward
- 1965: Heather Small, britische Soulsängerin
- 1965: Georg Staudacher, österreichischer Theaterregisseur, Drehbuchautor und Schauspieler
- 1966: Tracii Guns, US-amerikanischer Gitarrist
- 1966: Sigrid Hauser, österreichische Sängerin, Schauspielerin Kabarettistin und Drehbuchautorin
- 1966: Peter Tschentscher, deutscher Politiker, Erster Bürgermeister Hamburg
- 1966: Rainn Wilson, US-amerikanischer Schauspieler
- 1967: Alexander Ahndoril, schwedischer Schriftsteller und Dramatiker
- 1967: Johannes Ametsreiter, österreichischer Manager
- 1967: Wigald Boning, deutscher Komiker und Moderator
- 1967: Stacey Dash, US-amerikanische Schauspielerin
- 1967: Tokujin Yoshioka, japanischer Möbeldesigner, Industriedesigner und Architekt
- 1967: Jens Sembdner, deutscher Sänger (Die Prinzen)
- 1969: Emil Anka, ungarischer Schach-Großmeister und Schiedsrichter
- 1971: Uni Jógvanson Arge, färöischer Journalist, Musiker, Fußball- und Handballspieler
- 1971: Gary Barlow, britischer Sänger und Songwriter
- 1971: Wakanohana Masaru, japanischer Sumo-Ringer
- 1971ː Petja Pendarewa, bulgarische Sprinterin
- 1971: Questlove, US-amerikanischer Schlagzeuger und Produzent
- 1972: Oscar Dronjak, schwedischer Gitarrist
- 1972: Nikki Haley, US-amerikanische Politikerin
- 1973: Benjamin Biolay, französischer Sänger
- 1973: Robert Sesselmann, deutscher Politiker
- 1973: Mathilde d’Udekem d’Acoz, belgische Adelige, Königin von Belgien
- 1974: Komlan Assignon, togoischer Fußballspieler
- 1974: Alvin Harrison, US-amerikanischer Leichtathlet, Olympiasieger
- 1975: Dick Tärnström, schwedischer Eishockeyspieler

#### 1976–2000
- 1976: Til Bettenstaedt, deutscher Fußballspieler
- 1976: Yann Pivois, französischer Radrennfahrer
- 1976: Tim Schrick, deutscher Rennfahrer
- 1977: Lucinda Arthur, kanadische Badmintonspielerin
- 1978: Salvatore Aronica, italienischer Fußballspieler

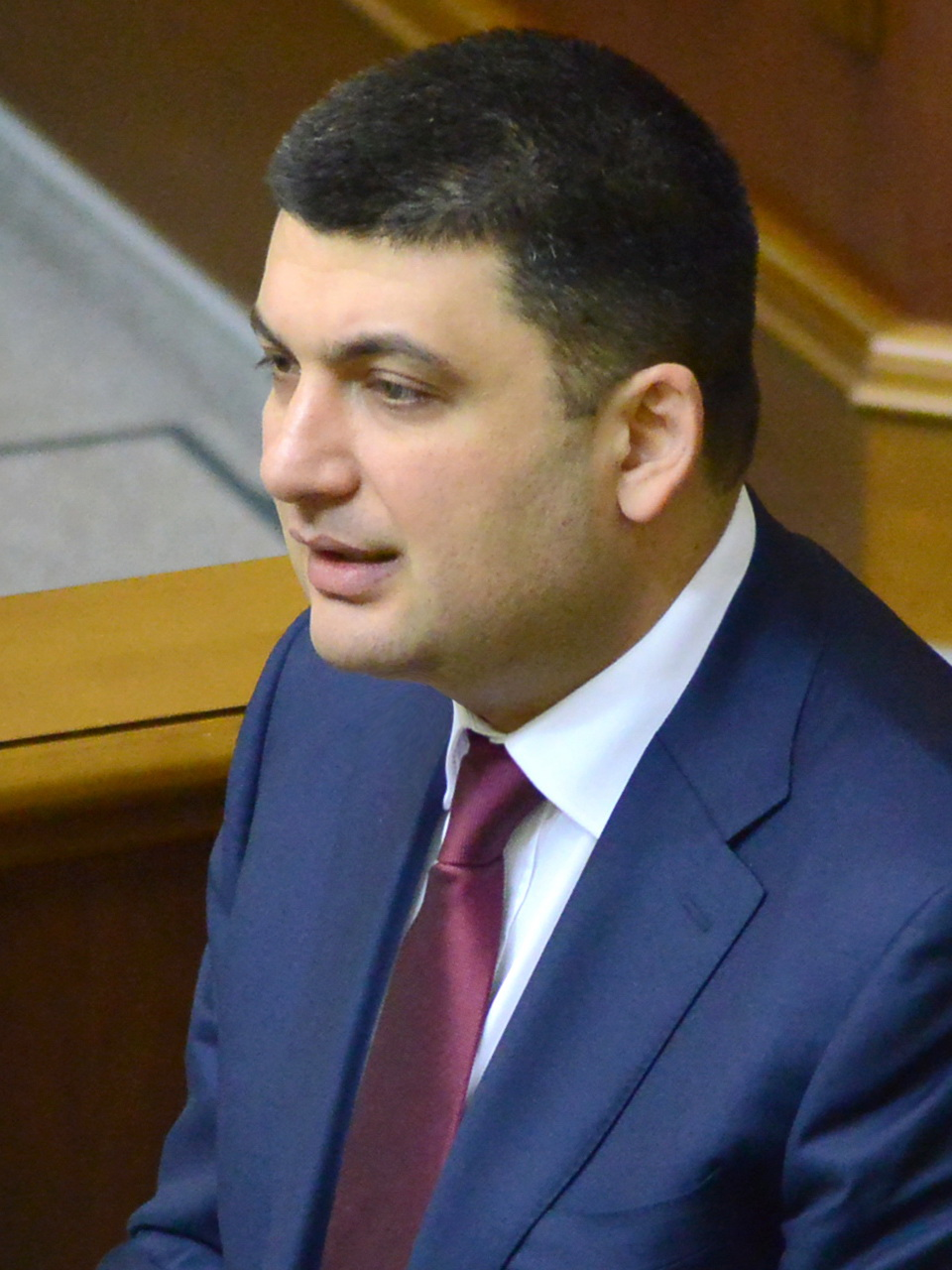
Wolodymyr Hrojsman (* 1978)

- 1978: Wolodymyr Hrojsman, ukrainischer Politiker, Ministerpräsident
- 1978: Sonja Kesselschläger, deutsche Leichtathletin
- 1978: Lucie Muhr, deutsche Schauspielerin
- 1978: Sid Wilson, US-amerikanischer DJ
- 1979: Yasser al-Habib, kuwaitischer Geistlicher
- 1979: Emiliano Bonazzoli, italienischer Fußballprofi
- 1979: Rob Bourdon, US-amerikanischer Musiker und Schlagzeuger (Linkin Park)
- 1979: Paulo César, brasilianischer Fußballspieler
- 1979: Alexander Müller, deutscher Rennfahrer
- 1979: Will Young, britischer Sänger
- 1980: Felicitas Woll, deutsche Schauspielerin
- 1981: Dotun Akinsanya, nigerianischer Badmintonspieler
- 1981: Owen Hargreaves, kanadischer Fußballspieler
- 1981: Ivonne Schönherr, deutsche Schauspielerin
- 1983: Nanae Aoyama, japanische Schriftstellerin
- 1984: Federico Peluso, italienischer Fußballspieler
- 1984: Angela Rudzka, deutsche Politikerin
- 1984: Lil Scrappy, US-amerikanischer Rapper
- 1985: Juan Andreu, spanischer Handballspieler
- 1985: Johan Eriksson, schwedischer Skispringer
- 1987: Cemil Adıcan, türkischer Fußballspieler
- 1987: Christine Eixenberger, deutsche Kabarettistin und Schauspielerin

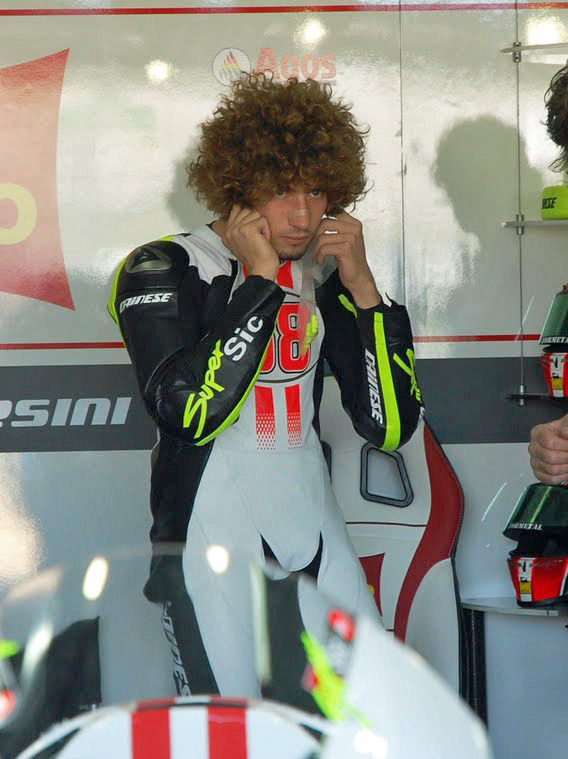
Marco Simoncelli (* 1987)

- 1987: Marco Simoncelli, italienischer Motorradrennfahrer
- 1988: Pasquale Di Sabatino, italienischer Rennfahrer
- 1988: Elderson Echiéjilé, nigerianischer Fußballspieler
- 1988: Callum MacLeod, britischer Rennfahrer
- 1989: Dena Kaplan, australische Schauspielerin
- 1990: Carsten Becker, deutscher Politiker
- 1990: Johannes Focher, deutscher Fußballtorwart
- 1991: Jolyon Palmer, britischer Rennfahrer
- 1991: Jacqueline Seifriedsberger, österreichische Skispringerin
- 1992: Frederik Bott, deutscher Schauspieler
- 1992: Mauro Calamia, Schweizer Automobilrennfahrer
- 1992: Ben Kantarovski, australischer Fußballspieler
- 1992: Sakurako Mukōgawa, japanische Skirennläuferin und Freestyle-Skierin
- 1993: Maximilian Kroll, deutscher Handballspieler
- 1994: Verena Aschauer, österreichische Fußballspielerin
- 1994: Gustavo Fernández, argentinischer Rollstuhltennisspieler
- 1995: Joey Badass, US-amerikanischer Rapper
- 1995: Calum Chambers, englischer Fußballspieler
- 1995: Ariane Rädler, österreichische Skirennläuferin
- 1995: Clément Russo, französischer Radrennfahrer
- 1995: Sergi Samper, spanischer Fußballspieler
- 1996: Jovana Preković, serbische Karateka
- 1997: Stanisław Aniołkowski, polnischer Radrennfahrer
- 2000: Roman Benecký, tschechischer Dartspieler
- 2000: Mike Singer, deutscher Popsänger

### 21. Jahrhundert
- 2005: Liam Harvey, schottischer Fußballspieler

## Gestorben

### Vor dem 17. Jahrhundert
- 0250: Fabianus, Bischof von Rom
- 0473: Euthymius von Melitene, judäischer Asket
- 0640: Eadbald von Kent, König von Kent
- 0882: Ludwig III., ostfränkischer König
- 1107: Benedikt Ricasoli, italienischer Mönch und Einsiedler
- 1191: Friedrich VI., Herzog von Schwaben, ein Anführer des Dritten Kreuzzugs
- 1256: Renaud de Vichiers, Großmeister des Templerordens
- 1325: John Hastings, 2. Baron Hastings, englischer Adeliger
- 1329: Walter Norwich, englischer Beamter, Richter und Minister
- 1336: John de Bohun, 5. Earl of Hereford, englischer Magnat
- 1343: Robert von Anjou, sizilianischer König
- 1358: Jakob von Bludau, Priester des Deutschen Ordens und Bischof von Samland
- 1494: Seongjong, 9. König der Joseon-Dynastie in Korea
- 1503: Ludmilla von Podiebrad, Herzogin von Liegnitz und Brieg
- 1505: Johann IX. Langenmantel vom Sparren, Augsburger Patrizier und Stadtpfleger
- 1511: Oliviero Carafa, Erzbischof von Neapel und Kardinal der römisch-katholischen Kirche
- 1513: Helena von Moskau, Großfürstin von Litauen und Titularkönigin von Polen
- 1529: Gregor Breitkopf, deutscher Humanist
- 1560: Nikolaus Gerbel, deutscher Humanist
- 1562: Balthasar von Promnitz, Bischof von Breslau
- 1569: Miles Coverdale, englischer Bibelübersetzer und Bischof von Exeter
- 1590: Giovanni Battista Benedetti, venezianischer Mathematiker, Physiker, Astronom, Architekt und Philosoph

### 17. und 18. Jahrhundert
- 1606: Sibylla Elisabeth von Württemberg, Herzogin von Sachsen

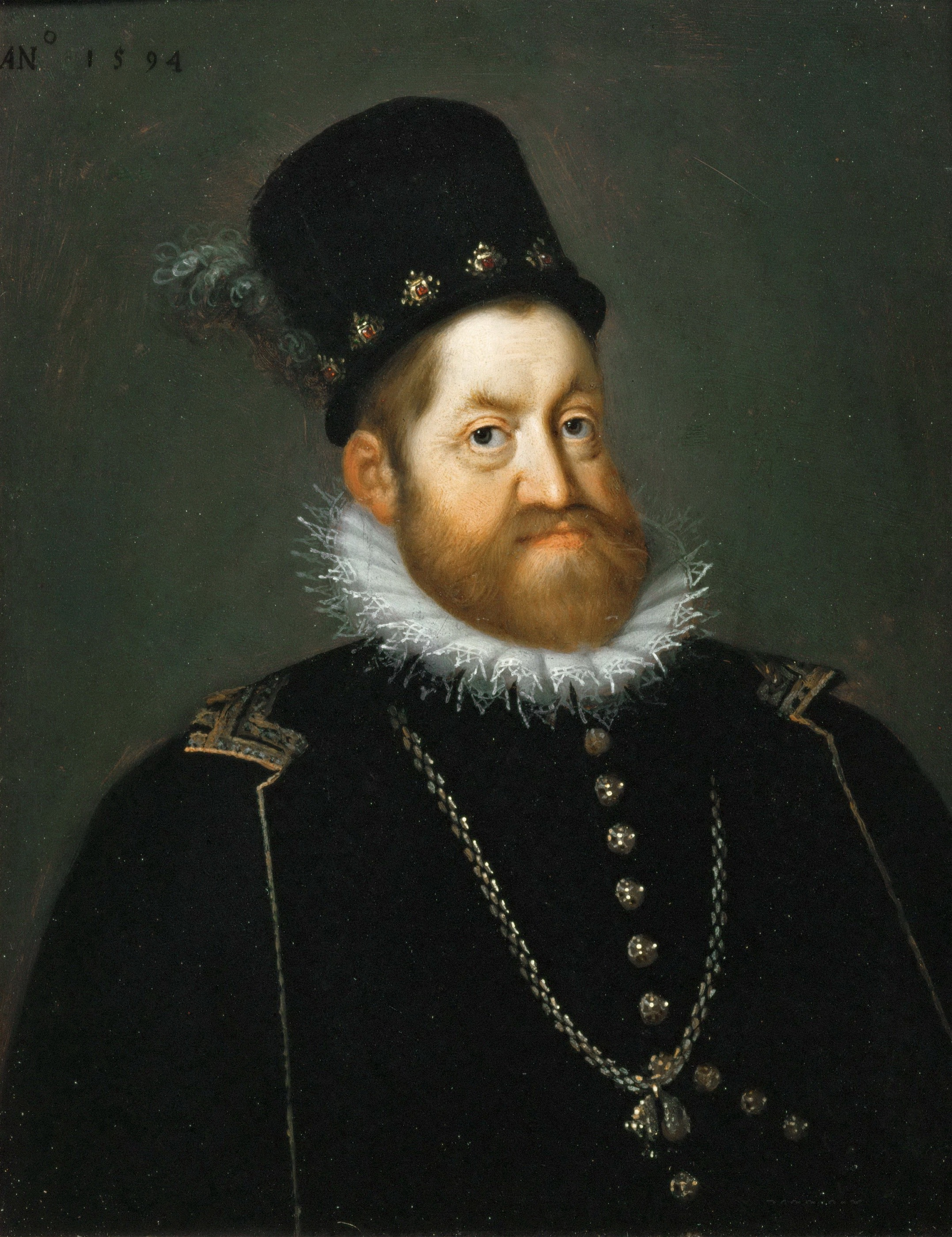
Rudolf II. († 1612)

- 1612: Rudolf II., Kaiser des Heiligen Römischen Reichs
- 1616: Melchior Eckhart, deutscher Theologe
- 1617: Fausto Veranzio, Diplomat, Universalgelehrter, Erfinder
- 1619: Éléonore de Bourbon-Condé, Fürstin von Oranien
- 1631: Jakob Matham, niederländischer Kupferstecher
- 1634: Albrecht Günther, Graf von Schwarzburg-Rudolstadt
- 1639: Mustafa I., osmanischer Sultan
- 1645: Georg Saluz, Schweizer reformierter Geistlicher
- 1648: Magdalena Katharina von Pfalz-Zweibrücken, Pfalzgräfin und Herzogin von Pfalz-Birkenfeld
- 1652: Thomas Greene, englischer Kolonialgouverneur von Maryland
- 1666: Anna von Österreich, Königin von Frankreich und Regentin
- 1676: Reinier Pauw, Präsident des Hohen Rates von Holland, Zeeland und Westfriesland
- 1691: Achilles Kern, deutscher Bildhauer
- 1709: François d’Aix de Lachaise, französischer Jesuit
- 1713: Paul Ritter Vitezović, kroatischer Schriftsteller, Historiker und Politiker
- 1720: Giovanni Maria Lancisi, römischer Mediziner und Naturforscher
- 1723: Elisabeth Charlotte von Anhalt-Harzgerode, Fürstin von Anhalt-Köthen, dann Herzogin von Schleswig-Holstein-Sonderburg-Norburg
- 1729: Johann Friedrich Wentzel, deutscher Maler und Radierer
- 1731: Antonio Farnese, Herzog von Parma und Piacenza
- 1739: Francesco Galli da Bibiena, italienischer Szenograph und Architekt, Bühnenbildner und Dekorationsmaler
- 1743: André-Hercule de Fleury, französischer Kardinal und Staatsmann
- 1744: Richard Jones, englischer Violinist und Komponist
- 1745: Karl VII., Kaiser des Heiligen Römischen Reiches
- 1753: Anna Maria, Fürstin von Liechtenstein
- 1753: Henriette Christine von Braunschweig-Wolfenbüttel, Äbtissin des Stiftes Gandersheim
- 1753: Johann Heinrich Schramm, deutscher Theologe
- 1754: Christian August, Herzog von Schleswig-Holstein-Sonderburg-Augustenburg
- 1760: Johann Ludwig Alefeld, deutscher Philosoph und Physiker
- 1767: Étienne de Silhouette, französischer Generalkontrolleur der Finanzen
- 1769: Friedrich Christian, Markgraf von Brandenburg-Bayreuth
- 1779: Johannes Burman, niederländischer Arzt und Botaniker
- 1779: David Garrick, britischer Schauspieler, Theaterdirektor und Autor
- 1782: Christian Ernst Simonetti, deutscher lutherischer Theologe
- 1789: Francesco Pozzi, Schweizer Stuckateur
- 1790: Maximilian von Fürst und Kupferberg, königlich preußischer Großkanzler
- 1790: John Howard, englischer Philanthrop und Reformer des Strafvollzugs
- 1792: Johann Christian Blasche, deutscher lutherischer Theologe
- 1793: Louis-Michel Le Peletier de Saint-Fargeau, Politiker während der Französischen Revolution
- 1800: Thomas Mifflin, US-amerikanischer Politiker und General, Gouverneur von Pennsylvania

### 19. Jahrhundert
- 1803: Johann Friedrich von Ryhiner, Schweizer Staatsmann und Geograph
- 1809: Karl Wilhelm von Bünting, preußischer Generalmajor
- 1813: Christoph Martin Wieland, deutscher Dichter, Übersetzer
- 1815: Caroline Friederike Friedrich, deutsche Malerin
- 1819: Karl IV., König von Spanien
- 1831: Justinian von Adlerflycht, deutscher Jurist
- 1833: Elisabeth Mara, deutsche Opernsängerin
- 1837: Adam Afzelius, schwedischer Botaniker
- 1841: Minh Mạng, zweiter Kaiser der vietnamesischen Nguyễn-Dynastie
- 1845: Edward Raczyński, polnischer Adliger, Gründer der Raczynski-Bibliothek
- 1848: Christian VIII., König von Dänemark
- 1850: Adam Oehlenschläger, dänischer Nationaldichter der Romantik
- 1851: Donald McKenzie, schottisch-kanadischer Entdecker
- 1855: Adelheid von Österreich, Königin von Sardinien
- 1857: Johann Rudolf von Steiger, Schweizer Offizier in fremden Diensten und Politiker
- 1858: Wilhelm August Friedrich Genßler, deutscher evangelischer Geistlicher

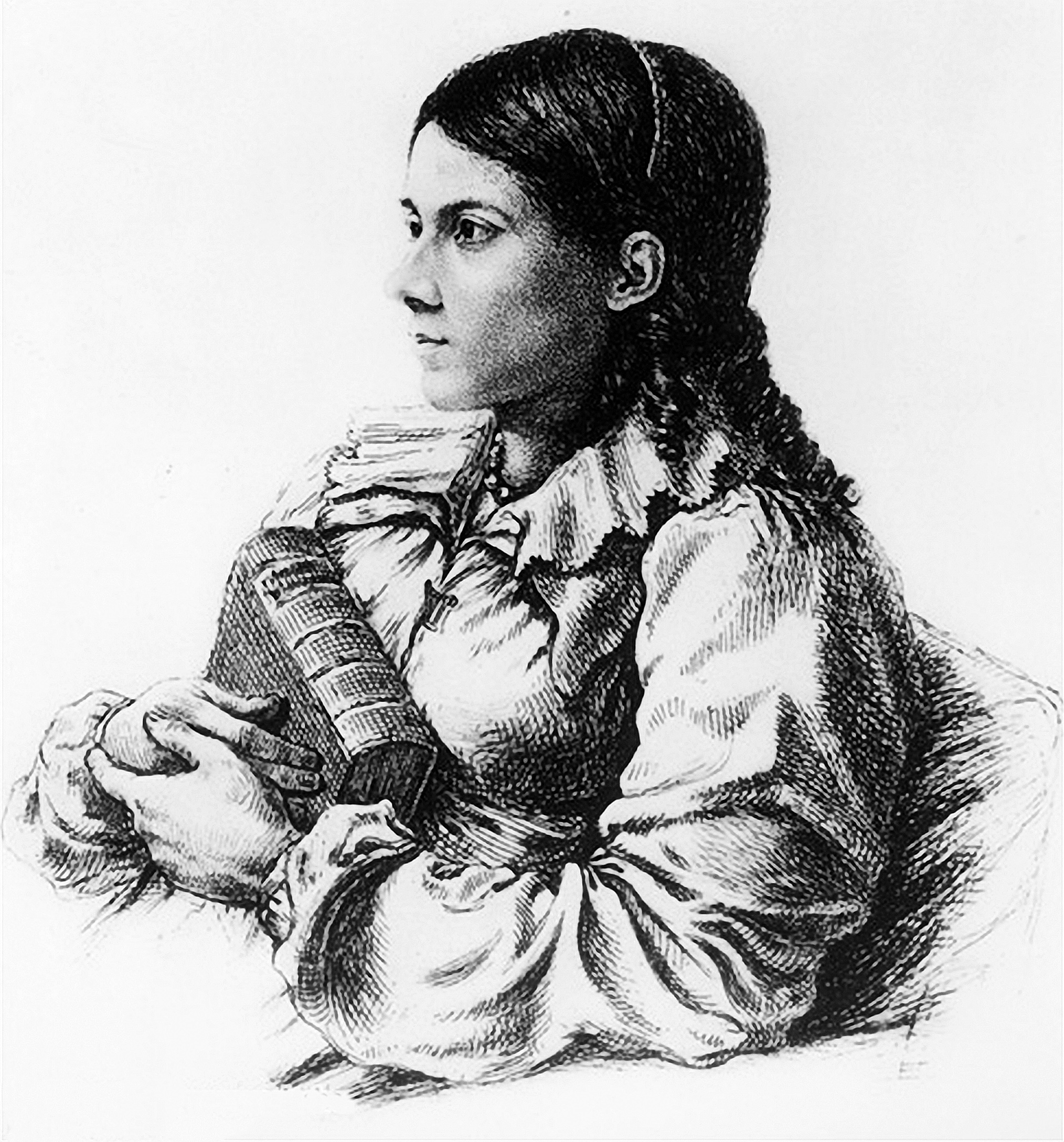
Bettina von Arnim († 1859)

- 1859: Bettina von Arnim, deutsche Schriftstellerin der Romantik
- 1861: Johann Ludwig Urban Blesson, preußischer Militärschriftsteller
- 1866: Georg Kaspar Nagler, deutscher Kunsthistoriker und Kunstschriftsteller
- 1867: Jules Amiguet, Schweizer evangelischer Geistlicher und Hochschullehrer
- 1867: Julia Bulette, amerikanische Prostituierte
- 1868: Johann Friedrich Danneil, deutscher Prähistoriker und Pädagoge
- 1869: Karl Wilhelm Göttling, deutscher Altphilologe
- 1872: Ludwig Leopold Liebig, deutscher Gärtner und Pflanzenzüchter
- 1874: Hall J. Kelley, US-amerikanischer Schriftsteller und Lehrer (* 1790)
- 1875: Maximilian Werner, badischer Politiker
- 1886: Ernst Methfessel, deutscher Komponist
- 1890: Franz Lachner, deutscher Komponist und Dirigent
- 1892: John Couch Adams, britischer Mathematiker
- 1898: Kosta Abrašević, serbischer Poet
- 1900: John Ruskin, britischer Schriftsteller, Maler, Kunsthistoriker

### 20. Jahrhundert

#### 1901–1950

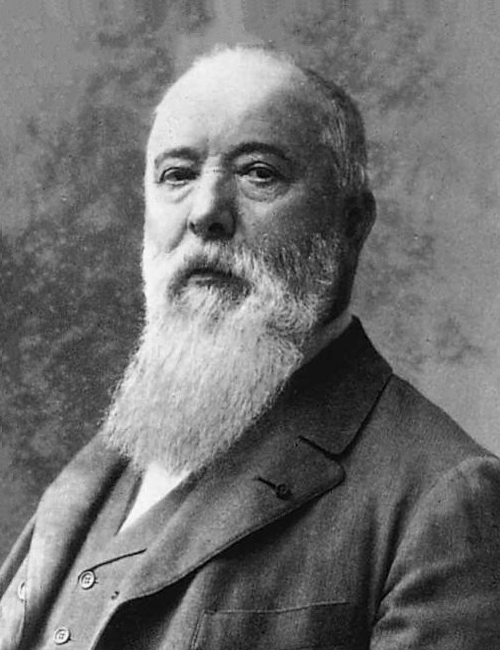
Zénobe Gramme († 1901)

- 1901: Zénobe Gramme, belgischer Konstrukteur und Erfinder
- 1902ː Camilla Urso, französische Geigerin und Musikpädagogin
- 1909: Torkel Halvorsen Aschehoug, norwegischer Rechtswissenschaftler und Politiker
- 1910: Ephraim Adler, deutscher Mediziner
- 1912: Auguste Chantre, Schweizer evangelischer Geistlicher und Hochschullehrer
- 1913: Karl Wittgenstein, deutsch-österreichischer Unternehmer der Montanindustrie
- 1917: Alejandro Ferrant y Fischermans, spanischer Maler
- 1918: Ida Sträuli-Knüsli, Schweizer Frauenrechtlerin und Gründerin des Frauenbunds Winterthur
- 1919: Josef Hötte, deutscher Pelzhändler und Mäzen
- 1919: Karl Moltrecht, deutsch-baltischer Propst und evangelischer Märtyrer
- 1920: Wilhelm Anton Riedemann, deutscher Kaufmann und Unternehmer
- 1924: Franz Dibelius, deutscher evangelischer Theologe
- 1932: Conrad Cichorius, deutscher Altphilologe und Althistoriker
- 1933: George Moore, irischer Schriftsteller (Confessions of a Young Man) und Kunstkritiker
- 1936: Georg V., britischer König
- 1937: Richard Benno Adam, deutscher Porträt- und Pferdemaler
- 1938: Erik Carl Emanuel Åkerberg, schwedischer Komponist
- 1938: Johann Wilhelm Ganglberger, österreichischer Musiker und Komponist
- 1938: Nikolai Schiljajew, russischer Komponist, Musikwissenschaftler und Pädagoge
- 1940: Nemo Agodi, italienischer Turner
- 1940: Camilla Mayer, deutsche Hochseilartistin
- 1942: Pierre Malleveau, französischer Autorennfahrer
- 1943: Don Azpiazú, kubanischer Bandleader
- 1943: Giacomo Benvenuti, italienischer Musikwissenschaftler und -herausgeber, Komponist und Organist
- 1943ː Else Jerusalem, österreichische Schriftstellerin, Frauenrechtlerin, Verfolgte der NS-Herrschaft
- 1943: Josefine Winter, österreichische Komponistin, Malerin, Schriftstellerin, Opfer der Shoah
- 1944: James McKeen Cattell, US-amerikanischer Psychologe
- 1944: Enrica Calabresi, jüdisch-italienische Zoologin, Opfer der Shoa
- 1944: Kurt Reuber, deutscher Arzt, evangelischer Pfarrer
- 1945: Gustaf Ullman, schwedischer Schriftsteller
- 1950: Antonio Vela, spanischer Ruderer

#### 1951–2000
- 1951: Alexander Chuhaldin, kanadischer Geiger, Dirigent, Komponist und Musikpädagoge
- 1951: Johann Culemeyer, deutscher Ingenieur
- 1952: Arthur Farwell, US-amerikanischer Komponist
- 1953: Wilhelm Kerp, deutscher Chemiker
- 1954: Wadi' al-Bustani, libanesischer Dichter und Übersetzer
- 1957: Dean Benedetti, US-amerikanischer Tenorsaxophonist
- 1957: Dudley Benjafield, britischer Arzt und Automobilrennfahrer

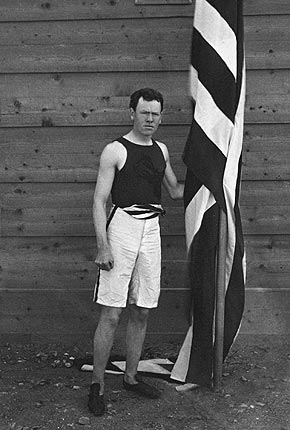
James Brendan Connolly († 1957)

- 1957: James Connolly, US-amerikanischer Leichtathlet, erster Olympiasieger der Neuzeit
- 1957: John Ludovic Ford, britischer Autorennfahrer
- 1961: Walther Ahlhorn, deutscher Jurist
- 1962: Robinson Jeffers, US-amerikanischer Lyriker, Dramatiker und Naturphilosoph

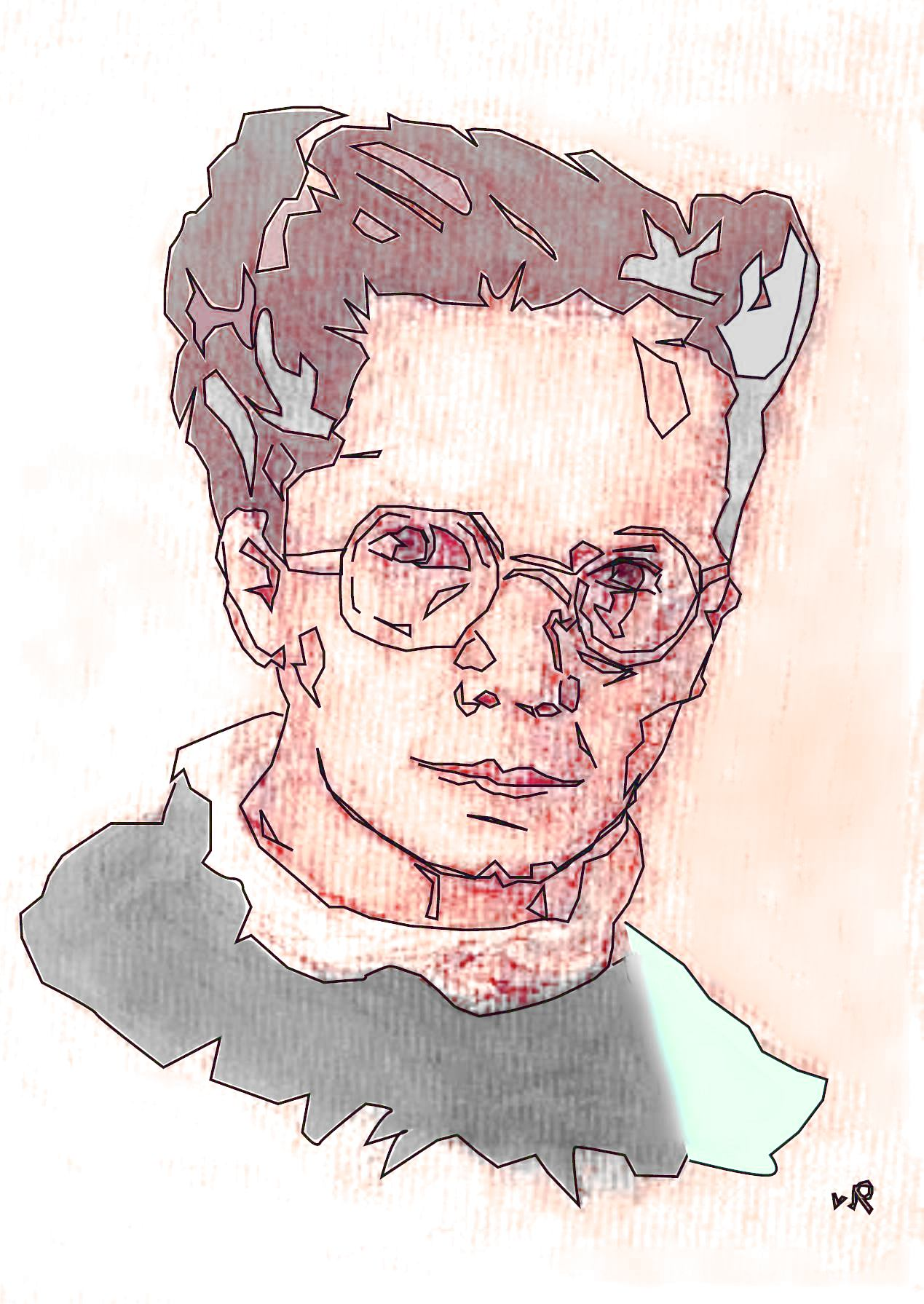
Margarethe von Reinken († 1962)

- 1962: Margarethe von Reinken, deutsche Malerin
- 1964: George Docking, US-amerikanischer Politiker
- 1964: Jan Rychlík, tschechischer Komponist
- 1965: Alan Freed, US-amerikanischer Discjockey
- 1966: Herbert Boeckl, österreichischer Maler
- 1967: Giacomo Debenedetti, italienischer Literaturkritiker
- 1967: Paul Wessel, Parteifunktionär in der DDR
- 1970: Hartwig Sievers, deutscher Schauspieler und Hörspielsprecher
- 1971: Gilbert Maxwell Aronson, US-amerikanischer Schauspieler, Regisseur, Produzent und Drehbuchautor
- 1971: Antonio Bacci, italienischer Geistlicher, Kurienkardinal
- 1973: Amílcar Cabral, kapverdischer Politiker und Unabhängigkeitskämpfer
- 1973: Lorenz Böhler, österreichischer Chirurg
- 1975: Hans Olden, österreichischer Schauspieler und Sänger
- 1976: Thure Andersson, schwedischer Ringer
- 1977: Herbert Kriedemann, deutscher Politiker, MdL, MdB, MdEP
- 1979: Margarete Gröwel, deutsche Politikerin, MdB
- 1980: André Dubonnet, französischer Militärpilot, Sportler, Rennfahrer, Unternehmer und Erfinder
- 1983: Jochen Diestelmann, deutscher Schauspieler
- 1983: Garrincha, brasilianischer Fußballspieler
- 1984: Johnny Weissmüller, US-amerikanischer Schwimmer und Filmschauspieler
- 1985: Pug Manders, US-amerikanischer American-Football-Spieler
- 1985: Johannes Thimme, deutscher Unterstützer der Rote Armee Fraktion (RAF)
- 1987: David Ouchterlony, kanadischer Organist, Musikpädagoge und Komponist
- 1988: Paul Esser, deutscher Schauspieler und Synchronsprecher
- 1988: Anna Haag, deutsche Schriftstellerin, Pazifistin, Politikerin (SPD) und Frauenrechtlerin
- 1988: Philippe de Rothschild, französischer Unternehmer, Automobilrennfahrer und Pionier des französischen Weinbaus

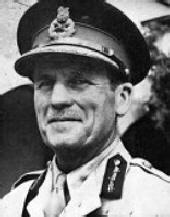
John Harding († 1989)

- 1989: John Harding, 1. Baron Harding of Petherton, britischer Feldmarschall und Gouverneur von Zypern
- 1989: Alex Moore, US-amerikanischer Sänger und Klavierspieler
- 1990: Claude Auclair, französischer Comiczeichner
- 1990: Barbara Stanwyck, US-amerikanische Schauspielerin
- 1991: Harry Giese, deutscher Schauspieler, Sprecher von NS-Wochenschauen
- 1992: Erich Müller, deutscher Formgestalter
- 1992: Katrin Sello, deutsche Kunsthistorikerin
- 1993: Joseph Anthony, US-amerikanischer Schauspieler, Regisseur und Tänzer
- 1993: Audrey Hepburn, britisch-niederländische Schauspielerin
- 1994: Matt Busby, britischer Fußballmanager
- 1996: Gerry Mulligan, US-amerikanischer Jazz-Musiker
- 1998: Nino Pirrotta, italienischer Musikwissenschaftler und -pädagoge
- 2000: Don Abney, US-amerikanischer Jazzpianist
- 2000: Seizō Suzuki, japanischer Rosenzüchter

### 21. Jahrhundert
- 2001: Nico Assumpção, brasilianischer Bassist
- 2001: Madeline Early, US-amerikanische Mathematikerin
- 2002: Ivan Karabits, ukrainischer Komponist und Dirigent
- 2002: Helmut Lenders, deutscher Gewerkschaftssekretär und Politiker, MdB
- 2002: Günter Schluckebier, deutscher Politiker, Gewerkschafter, MdL, MdB
- 2003: Eldar Asimsade, sowjetischer Fußballschiedsrichter

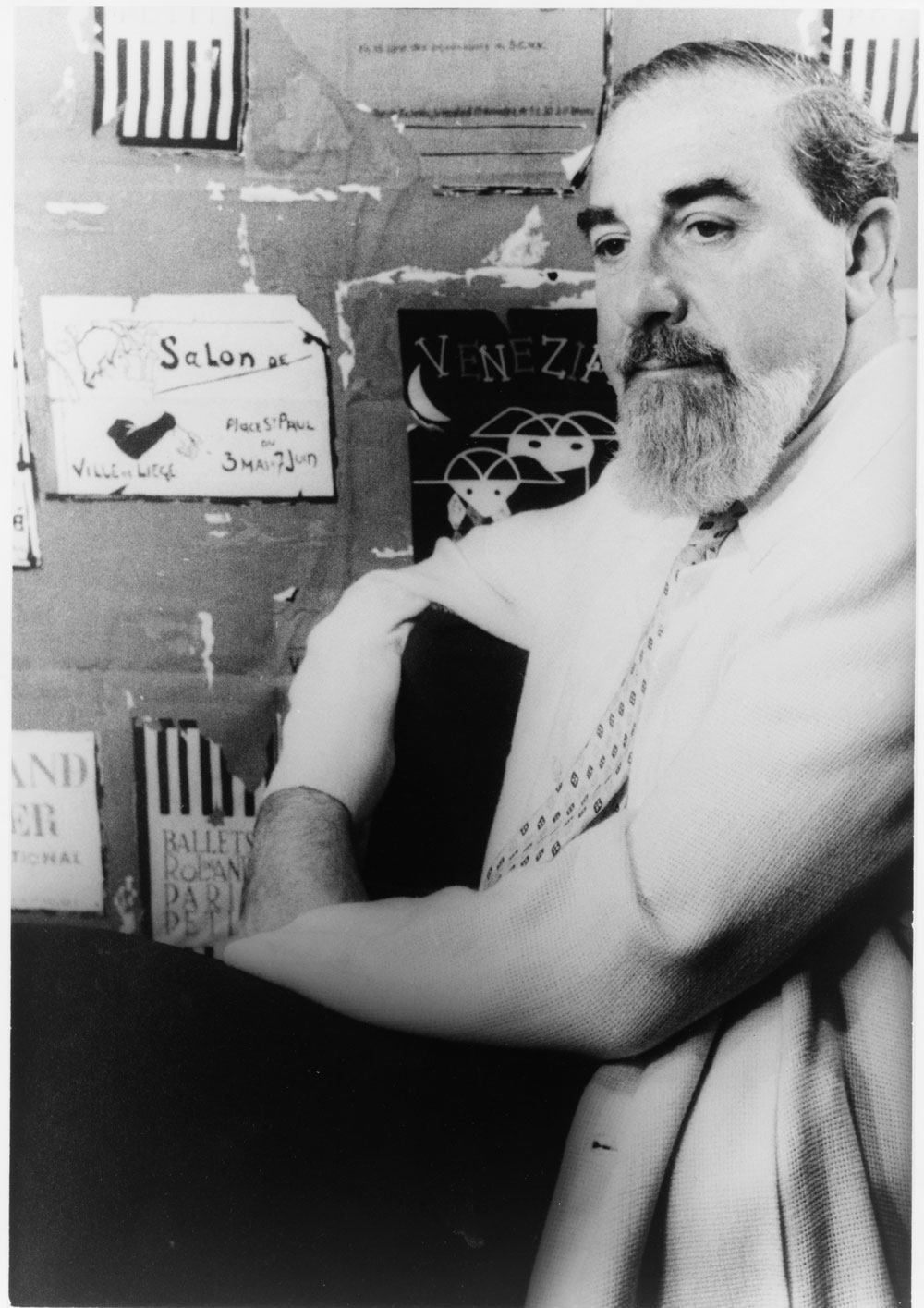
Al Hirschfeld († 2003)

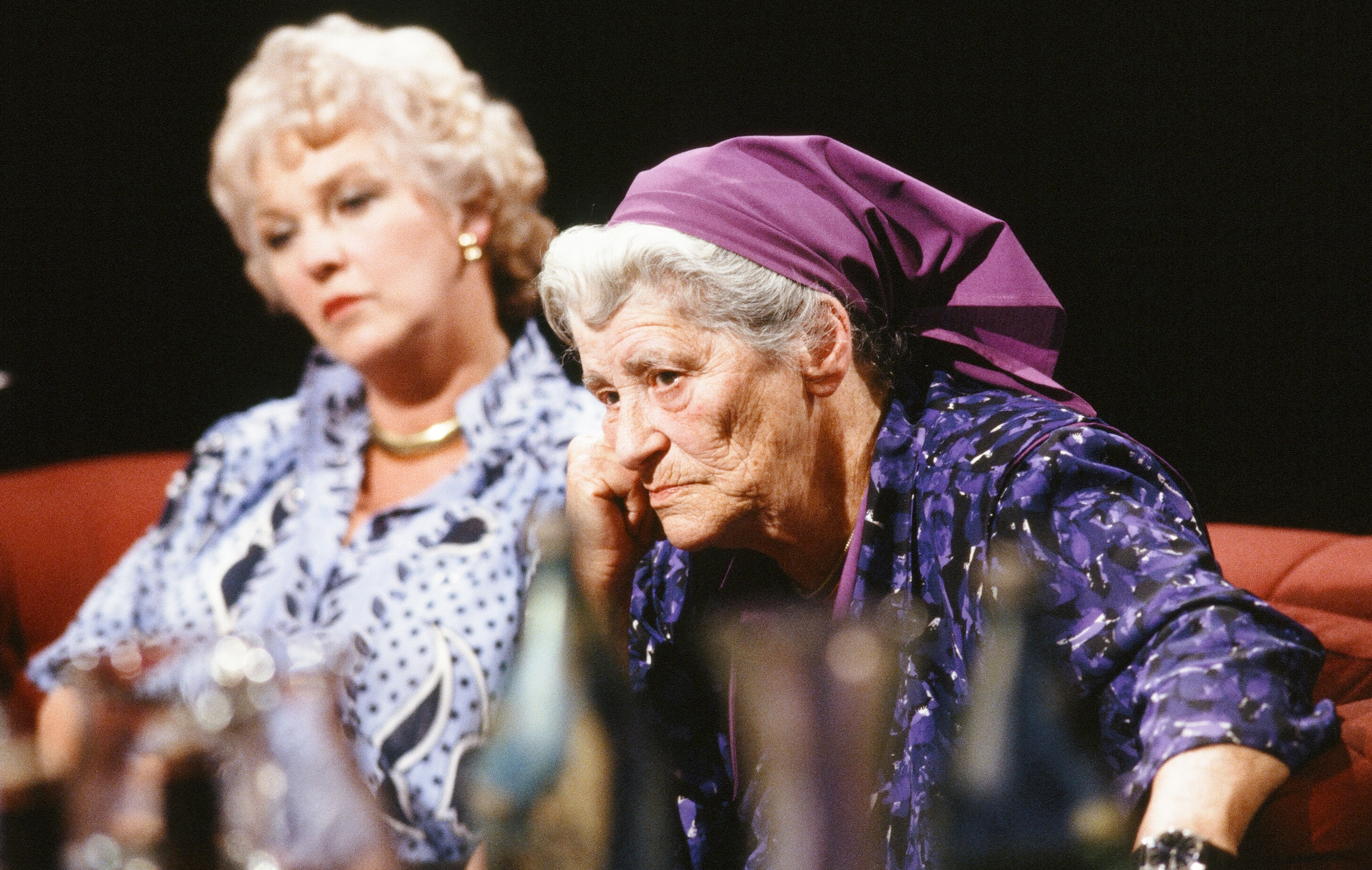
Miriam Rothschild († 2005)

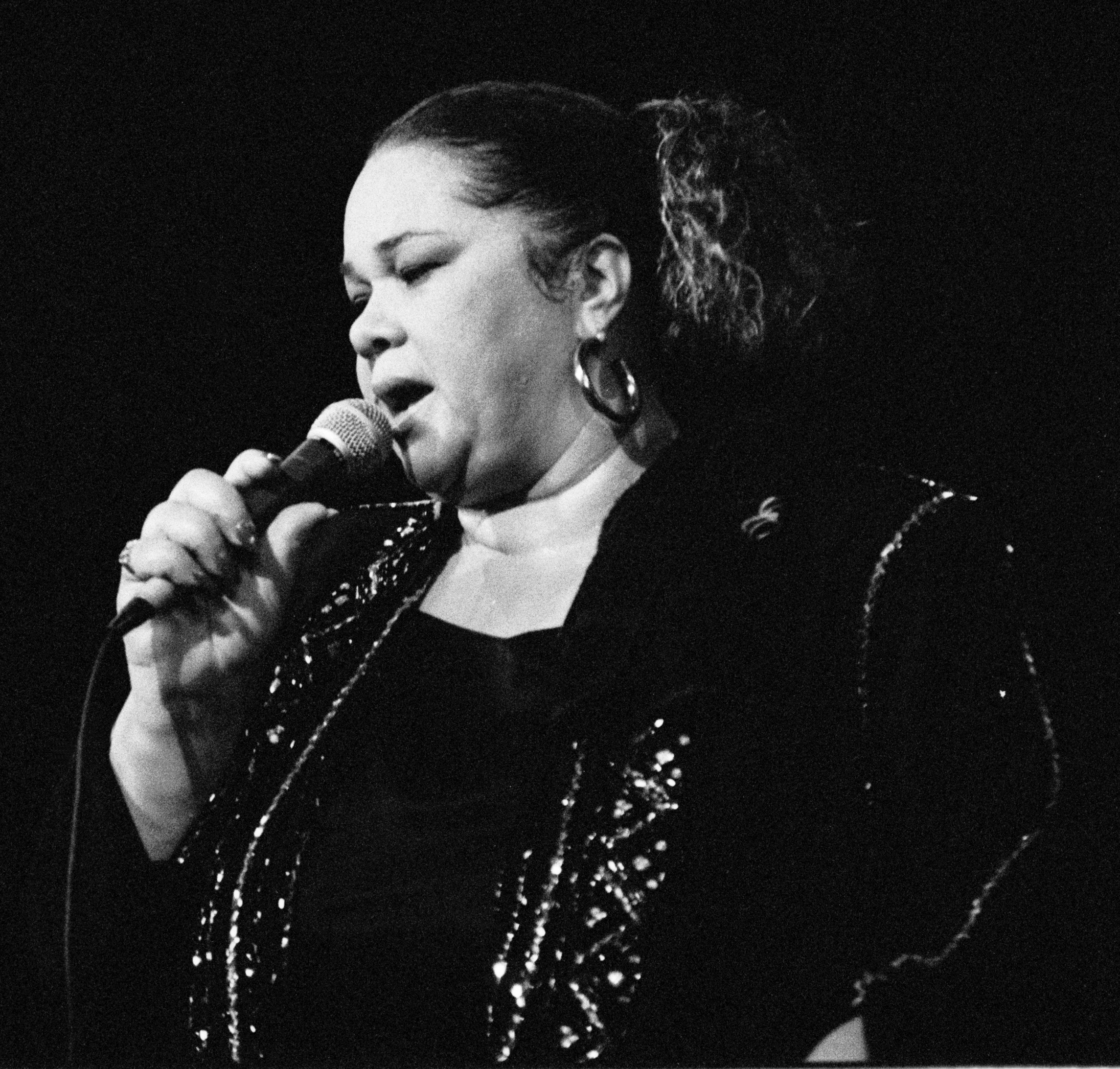
Etta James († 2012)

- 2003: Al Hirschfeld, US-amerikanischer Cartoonzeichner
- 2004: Alan Brown, englischer Rennfahrer und Teambesitzer
- 2005: Per Borten, norwegischer Politiker und Ministerpräsident
- 2005: Christel Justen, deutsche Schwimmerin
- 2005: Jan Nowak-Jeziorański, polnischer Journalist und Schriftsteller
- 2005: Miriam Rothschild, britische Zoologin
- 2006ː Ida Falkenberg-Liefrinck, niederländische Innenarchitekten und Designerin
- 2006: Pio Taofinu’u, samoanischer Erzbischof
- 2007: Kurt Kretschmann, deutscher Naturschützer, Erfinder des deutschen Naturschutzschildes
- 2007: David Mostyn, britischer Offizier
- 2007: George Smathers, US-amerikanischer Senator
- 2008: Louis de Cazenave, französischer Kriegsveteran
- 2008: Tālivaldis Ķeniņš, kanadischer Komponist und Musikpädagoge lettischer Herkunft
- 2009: Ossi Aalto, finnischer Jazz-Schlagzeuger und Orchesterleiter
- 2009: Gody Baumberger, Schweizer Sportreporter
- 2009: Werner Butter, deutscher Werbetexter
- 2010: Reinhold Finkbeiner, deutscher Komponist und Organist
- 2011: Sexy Cora, deutsche Pornodarstellerin
- 2012: Etta James, US-amerikanische Sängerin
- 2012: John Levy, US-amerikanischer Jazz-Bassist
- 2013: Jörg Steiner, Schweizer Schriftsteller
- 2014: Claudio Abbado, italienischer Dirigent
- 2014: James Jacks, US-amerikanischer Filmproduzent
- 2015: Daniel Frank Austin, US-amerikanischer Botaniker
- 2015: Edgar Froese, deutscher Musiker

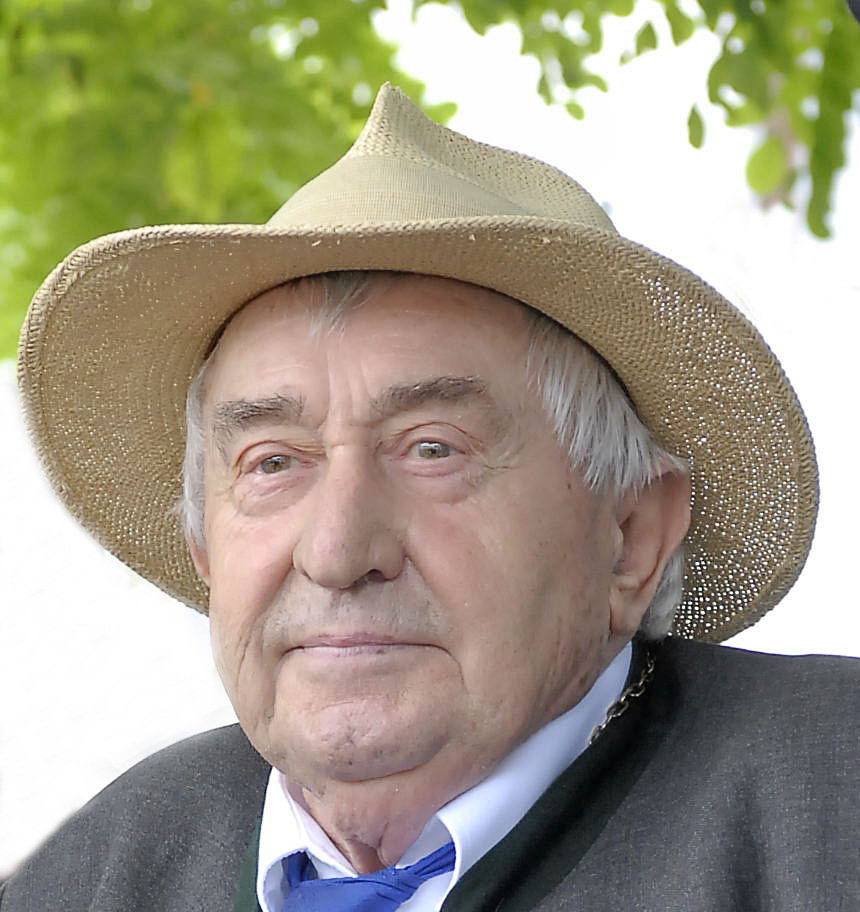
Georg Lohmeier († 2015)

- 2015: Georg Lohmeier, deutscher Schriftsteller und Dramatiker
- 2015: Ricardo dos Santos, brasilianischer Windsurfer
- 2016: George Weidenfeld, britischer Journalist, Verleger und Diplomat
- 2017: Klaus Huhn, deutscher Sportjournalist
- 2018: Paul Bocuse, französischer Koch, Gastronom und Kochbuchautor
- 2018ː Beate Wassermann, deutsche Malerin und Glaskünstlerin
- 2020: Joseph Hannesschläger, deutscher Schauspieler
- 2020: Wolfgang J. Fuchs, deutscher Sachbuchautor, freier Journalist und Comicexperte
- 2021: Pavel Blatný, tschechischer Komponist
- 2021: Jeremy Kiernan, irischer Leichtathlet
- 2022: Heidi Biebl, deutsche Skirennläuferin, Olympiasiegerin
- 2022: Ulrich Diederichs, deutscher Bauingenieur und Hochschullehrer
- 2022: Carla Galle, belgische Schwimmerin und Politikerin
- 2022: Benjamin Kogo, kenianischer Leichtathlet
- 2022: Meat Loaf, US-amerikanischer Rocksänger und Schauspieler
- 2022: Juro Mětšk, sorbischer Komponist

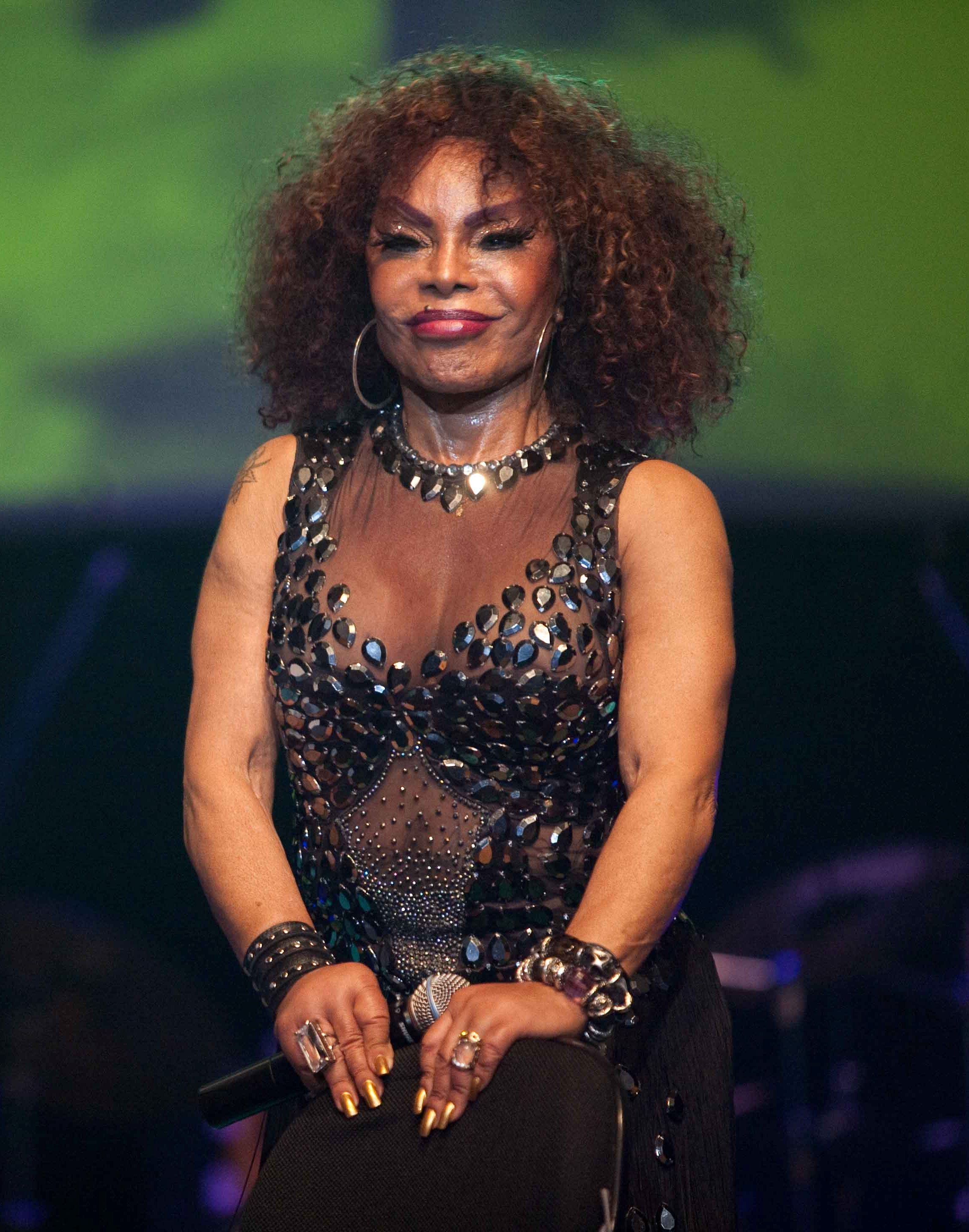
Elza Soares († 2022)

- 2022: Elza Soares, brasilianische Samba-Sängerin
- 2024: Piedad Córdoba, kolumbianische Rechtsanwältin und Politikerin
- 2024: Anne Edwards, US-amerikanische Schriftstellerin
- 2025ː Cecile Richards, US-amerikanische Menschenrechtlerin und Aktivistin
- 2025: Harro Zimmer, deutscher Astronom, Raumfahrtexperte und Journalist

## Feier- und Gedenktage
- Kirchliche Gedenktage
  - Hl. Sebastian, römischer Soldat, Märtyrer und Schutzpatron (evangelisch, katholisch)
  - Hl. Fabian, römischer Bischof, Märtyrer und Schutzpatron (katholisch)
  - Sarah, Stammmutter des Volkes Israel (evangelisch: LCMS)

- Namenstage
  - Fabian, Sebastian

- Weitere Informationen zum Tag
  - Vereinigte Staaten: Vereidigung des US-Präsidenten (seit 1934)

Weitere Einträge enthält die Liste von Gedenk- und Aktionstagen.